# Barletta
Pour les articles homonymes, voir Barletta (homonymie).
Barletta [bar’letta] (Varrètt ou Barlètt en dialecte barlettan) est une ville italienne d'environ 92 540 habitants (2022) située au bord de la mer Adriatique et l'un des trois chefs-lieux de la province de Barletta-Andria-Trani, dans la région des Pouilles.
Le territoire communal fait partie du bassin de la vallée de l'Ofanto dont il abrite également l’embouchure. Le fleuve homonyme délimite administrativement la frontière entre Barletta et Margherita di Savoia.
La commune de Barletta, qui comprend la frazione de Cannes, site archéologique témoin de la bataille historique remportée par Hannibal en 216 av. J.-C., est reconnue comme ville d’art régionale depuis 2005 du fait de ses richesses architecturales.

## Géographie

### Territoire
Le territoire de Barletta, étendu sur plus de 14 691 hectares et avec près de 13,5 km de côtes, donne sur la mer Adriatique, dans la partie sud-est du Golfe de Manfredonia, dans la zone côtière où le littoral rocheux de la Terre de Bari rejoint les sables de l’embouchure du fleuve Ofanto. La ville est située sur la côte, cinq kilomètres au sud-est de l’embouchure de l’Ofanto, et s'étend sur des plaines entre 10 et 30 mètres au-dessus du niveau de la mer. Le territoire communal est quant à lui compris entre 0 et 158 mètres d’altitude,. Le centre urbain s’étend sur une distance d’environ six kilomètres d’est en ouest, de deux kilomètres du nord au sud et avec un périmètre d’environ treize kilomètres.
Le terrain communal est caractérisé par la présence de grès, de calcarénites, de sable, d’argile et de tuf. Les transformations anthropiques du sol ont cependant modifié son paysage, notamment entre le XIXe et le XXIe siècle. La zone s’étendant du côté de Canosa, calcarénitique, auparavant dédiée au pâturage, aux vignobles et aux arbres fruitiers, est aujourd’hui totalement dénuée de prés au profit des vignobles et des oliveraies. Le même sort a été réservé au territoire du côté de Cannes qui n’abrite plus de céréaliculture ni la végétation naturelle typique des rives de l’Ofanto. Là aussi l'objectif a été de laisser la place à des vignobles et des oliveraies, profitant d’un sol argileux et des digues érigées pour éviter les dégâts dus aux inondations survenues jusqu’au XIXe siècle. En direction de Trani, le territoire, autrefois marécageux, a été assaini, avec pour conséquence la disparition des espèces animales présentes jusqu’alors aux abords des eaux stagnantes. La zone comprise entre Barletta et Andria ne montre en revanche pas de signe de modifications substantielles et maintient sa végétation riche en oliviers.

### Climat
Le climat barlettan est de type méditerranéen, typique de la façade maritime de l’Adriatique méridional, caractérisé par des hivers doux ainsi que par des étés chauds et secs, avec de faibles précipitations. La neige tombe peu de fois sur l’année et rarement dans des proportions notables. Au cours du début du XXIe siècle toutefois, plusieurs épisodes neigeux d’une certaine importance ont été enregistrés : le 15 décembre 2007 lorsque vingt centimètres de neige ont recouvert la ville, les 6 et 7 février 2012 et les 30 et 31 décembre 2014. La pluviosité est basse : la pluviométrie moyenne est de l’ordre de 550 millimètres annuels répartis sur environ 70 jours, majoritairement en automne et en hiver alors que le minimum est atteint entre la seconde moitié du mois de juin et la première moitié du mois d’août.
| Mois                              | jan. | fév. | mars | avril | mai  | juin | jui. | août | sep. | oct. | nov. | déc. |
| --------------------------------- | ---- | ---- | ---- | ----- | ---- | ---- | ---- | ---- | ---- | ---- | ---- | ---- |
| Température minimale moyenne (°C) | 3,9  | 3,6  | 5,8  | 8,4   | 12,8 | 16,5 | 19,1 | 19,4 | 16   | 12,5 | 8,1  | 5,2  |
| Température maximale moyenne (°C) | 10,4 | 10,8 | 13,7 | 17    | 22,2 | 26,6 | 29,4 | 29,6 | 25   | 20,5 | 15   | 11,4 |
| Précipitations (mm)               | 59,8 | 51,1 | 50,9 | 54    | 37   | 32,8 | 27,9 | 27,2 | 56,1 | 61,7 | 73,6 | 72,8 |

## Toponymie

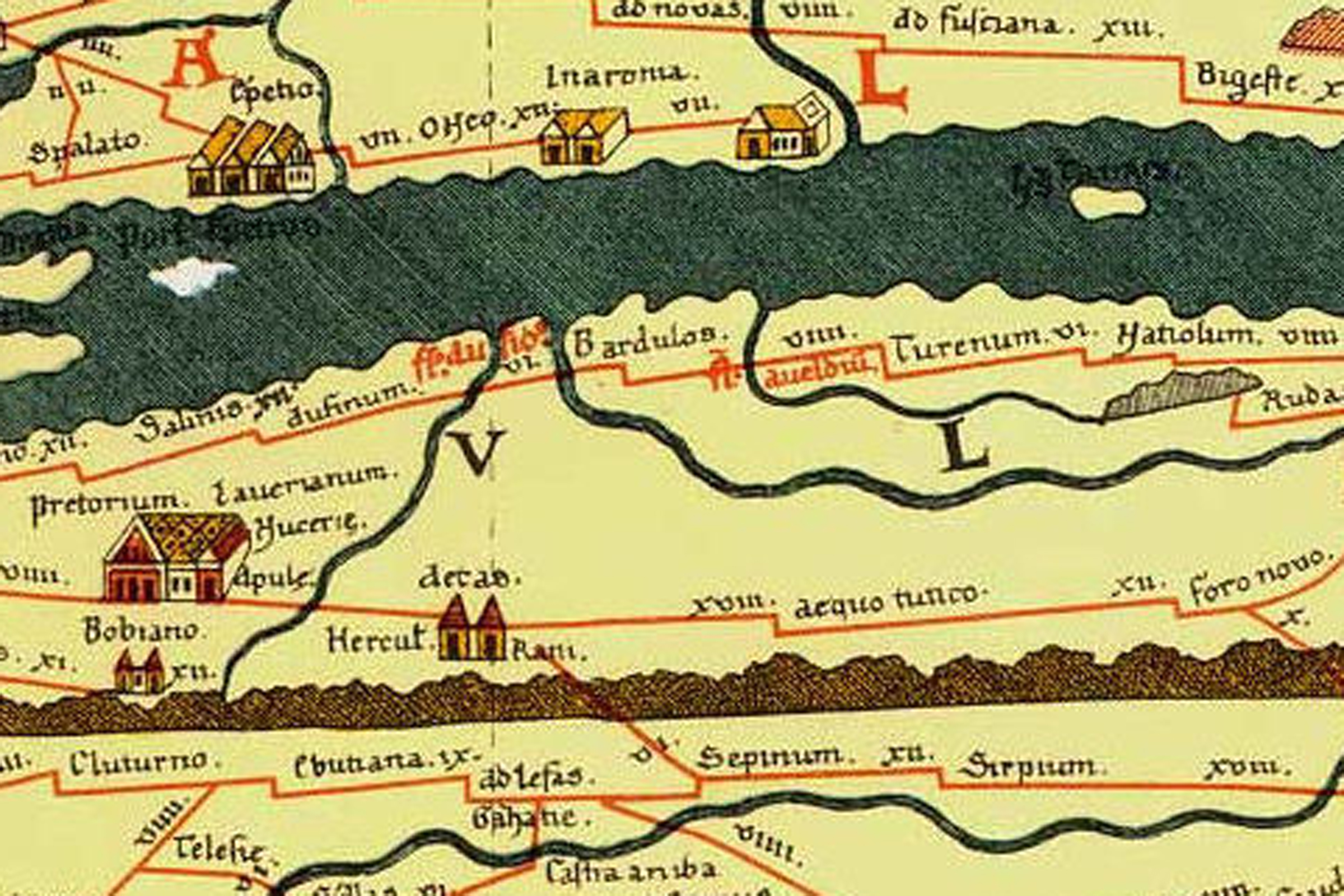
Bardulos sur la table de Peutinger.

Le premier nom de la ville est attesté sous la forme de Barduli dans la table de Peutinger sous la forme de l'accusatif Bardulos. Le toponyme, selon une hypothèse du XIXe siècle, dériverait du nom d'un peuple transadriatique qui a débarqué sur les côtes barlettanes vers le IVe siècle av. J.-C. : les Bardei.
Peuple d'agriculteurs et occasionnellement de pirates, les Bardei sont souvent entrés en conflit avec les peuples voisins, surtout avec les Autariates et les Macédoniens. Sous la direction de leur chef Bardili, les Bardei se sont alliés avec les autres composantes illyriennes pour s'opposer au roi Philippe II de Macédoine, aboutissant en 358 av. J.-C. à une lourde défaite où près de 7 000 Illyriens sont morts.
En 336 av. J.-C., avec la mort de Philippe II, le fils de Bardilii, Clitos, de pair avec Glaucias roi des Taulantiens, déclara la guerre contre les Macédoniens, convaincu de pouvoir prendre le dessus sur le jeune roi Alexandre. Mais ce dernier finit par contraindre les Bardei à la fuite vers la côte dalmate. C'est alors que les survivants de leur armée, craignant la vindicte macédonienne, prirent la direction des côtes apuliennes, au sud du fleuve Ofanto. Selon une hypothèse du XIXe siècle, ils auraient alors fondé Bardulos, l'actuelle Barletta.
Durant le haut Moyen Âge, la dénomination subit une nouvelle modification, devenant Baruli (au pluriel) ou Barulum (au singulier). Dans la langue apulienne vulgaire latinisée, la ville était appelée Varolum ou Varletum, forme qui rappelle le nom de la ville dans le dialecte barlettan, à savoir Varrètt’ (féminin singulier). C'est seulement à partir du XIe siècle que la ville acquiert sa dénomination actuelle, Barletta. Toutefois, dans le Décaméron de Giovanni Boccaccio (ou Boccace), la ville est encore appelée Bàrolo.

## Histoire

### Antiquité
Les premiers témoignages sur Barletta, connue sous le nom de Bardulos dans la table de Peutinger, remontent au IVe siècle av. J.-C. Entre le IVe et le IIIe siècle av. J.-C., elle fut l’escale maritime de Canusium, centre de grande importance parce que dans l’arrière-pays, outre les ressources naturelles, il y avait aussi un climat plus clément du fait de l’éloignement des eaux stagnantes et marécageuses des fleuves qui s’écoulaient en aval. En 216 av. J.-C., dans les environs de la localité voisine de Cannes, s’est tenue la bataille homonyme durant la seconde guerre punique qui marqua une lourde défaite des Romains par l’armée d’Hannibal. Avant de finir dans l’orbite de Rome, l’antique Bardulos se trouvait au carrefour de la route qui conduisait à l’arrière-pays samnite en passant par Cannes et Canosa, et la voie côtière qui, longeant l’Adriatique, reliait le Gargano à Barium et Brundisium.
La ville, jusqu’alors perçue à l’ombre de sa voisine Canosa, fut le témoin après la destruction de Cannes en 547 d’une première vague migratoire de survivants de cette cité. À la suite de l’arrivée des Lombards, elle accueillit en 586 un second exode, cette fois en provenance de Canosa, de personnes qui se sont établies le long des principaux axes du trafic vers les régions limitrophes. L’incursion sarrasine de 848 et la dévastation de 875 décrétèrent la fin de la suprématie de Canusium et la fuite définitive de ses habitants vers sa voisine, Baruli, qui, de cette façon, a pu poser les bases pour devenir une véritable civitas.

### Moyen Âge
La ville prospéra de ce fait seulement à partir du Moyen Âge central en tant que forteresse normande, devenant une des étapes importantes pour les croisés et pour tout le trafic commercial vers la Terre sainte. En 1194, la période normande prit fin pour laisser place à celle souabe, marquée par la figure de Frédéric II. Quatre ans après être devenu empereur en 1220, il lança la construction de sa domus dans le château barlettan, alors uniquement constitué d’un fortin construit précédemment par les Normands. L’importance accordée à la ville par le souverain souabe se reflète par l’annonce, en 1228, de la sixième croisade alors que la Diète se tenait justement au sein de la domus de Frédéric II. En 1266, la dynastie angevine succéda aux Souabes. Barletta continua, avec Charles Ier, de bénéficier de la richesse économique et d’attentions, si bien que trois des sept membres du Conseil de l’Empereur étaient barlettans. La dynastie aragonaise succèda en 1442 à celle angevine et en 1459, le nouveau roi Ferdinand Ier fut justement couronné dans la cathédrale de Barletta.

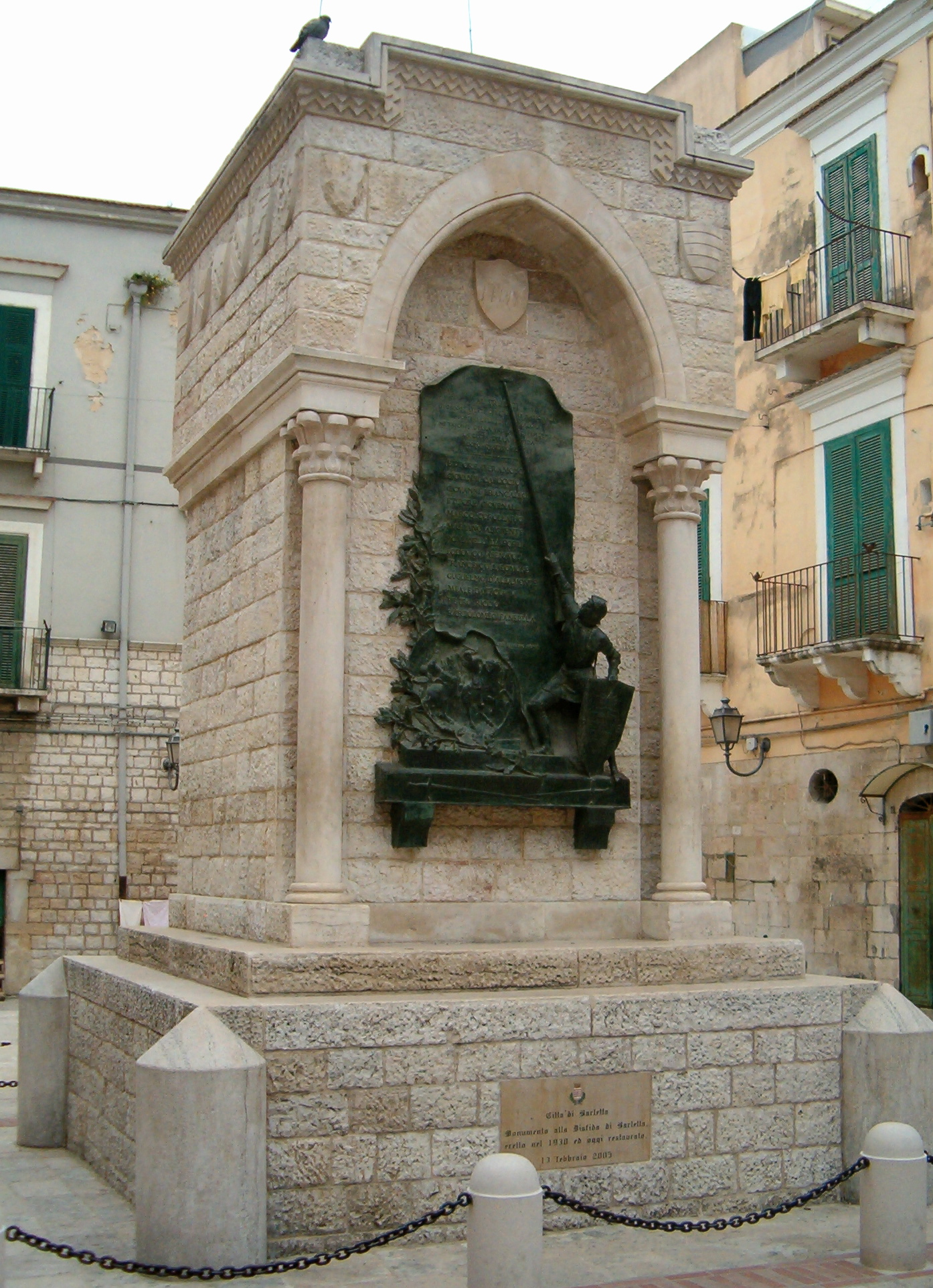
Monument au Défi de Barletta.

### Temps modernes
Au début du XVIe siècle, au cours des guerres d’Italie qui opposèrent la France à l’Espagne, la ville fut le théâtre de faits historiques, dont celui du célèbre défi de Barletta. La confrontation entre les chevaliers italiens et français, survenue à la suite de provocations côté français, s’est tenue le 13 février 1503 dans la plaine entre Andria et Corato, sur le territoire de la ville de Trani, et s’est conclue par la victoire des Italiens menés par le capitaine Ettore Fieramosca. La ville devint un bastion des Espagnols qui en ont renforcé les fortifications et le château. En 1528, déjà tiraillée par des divisions internes, Barletta fut dévastée par les Français qui perpétrèrent des pillages et des incendies tels que cela a abouti à la destruction d’églises et d’édifices conventuels. Le déclin de la ville commença à partir de ce moment-là, favorisé par la mauvaise gouvernance espagnole et par les catastrophes naturelles successives tout au cours du XVIIe siècle. En 1656, la peste frappa la ville et le nombre de ses habitants passa d’environ 20 000 à près de 8 000 en mars 1657. En 1689, 1731 (it) et 1743, des tremblements de terre mirent à genoux la population.

### Histoire contemporaine

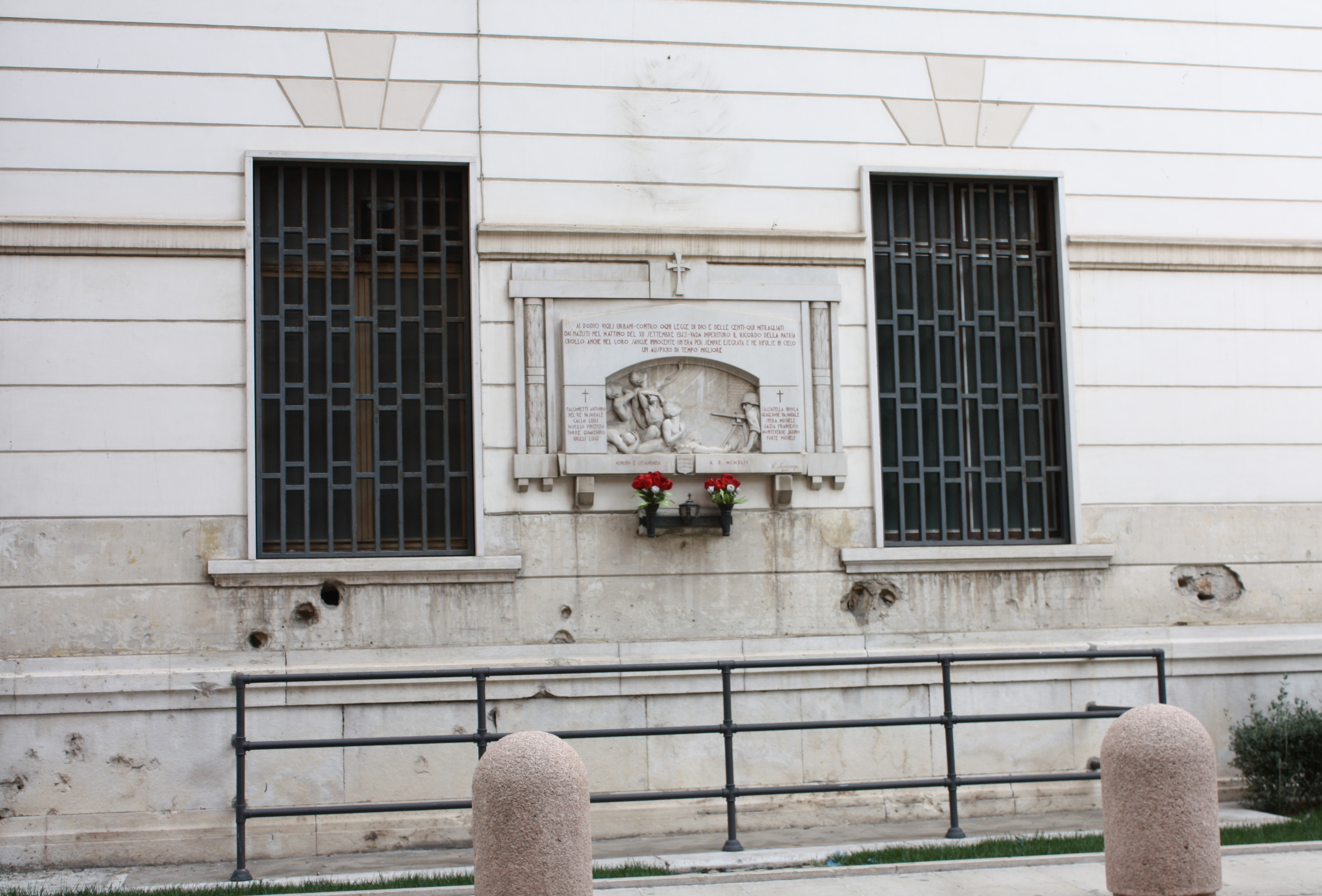
La plaque commémorative du massacre de Barletta (12 septembre 1943) près du Palais des Postes. On remarque les trous des projectiles sur le mur

Les signes d’un renouveau de la ville ne se font sentir qu’à la fin du XVIIIe siècle, en particulier durant les règnes de Joseph Bonaparte et de Joachim Murat. Sous ce dernier, en 1809, les ordres religieux présents dans la ville furent supprimés, avec pour conséquence la confiscation de tous leurs biens. Barletta resta toutefois un centre culturel et religieux actif et en 1860, elle fut élevée au rang d’archidiocèse par le pape Pie IX. Les années suivant le Risorgimento furent témoin de l’activisme du Barlettan Angelo Raffaele Lacerenza (it), autant pour ses idées que pour son action politique qui contribuèrent de manière décisive à la naissance des mouvements unitaristes dans le Sud de l’Italie et à la formation de l’Esercito meridionale avec la Brigade Barletta (it). Le 19 mars 1866, cinq protestants de la ville ont été tués lors d'une émeute, le pasteur Gaetano Giannini ayant réussi à s'échapper de sa maison attaquée ; plusieurs personnes, dont deux prêtres, ont été condamnées pour avoir fomenté cette émeute antiprotestante.
Le XXe siècle s’ouvrit avec des luttes paysannes et des grèves qui impliquèrent le syndicaliste Giuseppe Di Vittorio. Le 24 mai 1915, la ville fut frappée par le navire autrichien SMS Helgoland qui toucha, avec six coups de canon, le front septentrional du château, les infrastructures ferroviaires et quelques habitations aux alentours de la cathédrale. La ville ne subit pas de dommages ultérieurs,. À la veille de la guerre, la Brigade Barletta fut reconstituée et utilisée de 1915 à 1918 dans plusieurs batailles parmi lesquelles la neuvième bataille de l’Isonzo.
Pendant la Seconde Guerre mondiale, le 8 septembre 1943 et les jours suivants, la ville fut le théâtre de plusieurs épisodes de résistance. Après avoir reçu le phonogramme dans lequel il était demandé de considérer les troupes allemandes comme ennemies, le colonel Francesco Grasso positionna les troupes de la garnison barlettane pour défendre les voies d’accès à la ville. Après seulement deux jours d’attaques par des nazis, la ville a été contrainte à capituler pour éviter d'être réduite en cendres. À partir de ce moment-là, de nombreux épisodes de représailles firent 32 victimes civiles et des dizaines de blessés. L’épisode le plus grave eut lieu le 12 septembre lorsque onze agents de police et deux éboueurs furent fusillés en représailles aux alentours de l’Hôtel des Postes, accusés à tort du meurtre d’un Allemand survenu le jour précédent. Cas unique en Italie, la ville de Barletta a été décorée pour ces raisons avec la médaille d’or de la valeur militaire et du mérite civil.
Le 16 septembre 1959, 59 personnes moururent dans l’effondrement d’un bâtiment de la via Canosa (it). En raison de ce triste événement, la ville reçu la visite du président de la République Giovanni Gronchi,. Les années 1970 représentent pour Barletta une période prospère de reprise économique avec l’implantation de nouvelles industries, la construction de nouveaux complexes scolaires, l’inauguration du musée de Cannes et du Palazzo di Città. De 1976 à 1996, la ville fit face à vingt ans d’incertitudes gouvernementales avec seize conseils communaux, trouvant ensuite dans l’administration du maire Francesco Salerno (it) une période de stabilité politique, d’où la confirmation de son mandat pour une deuxième fois consécutive.
Au cours de l’après-guerre, une des thématiques les plus récurrentes auprès de la population barlettane fut la constitution d’une province autonome de celle de Bari. Après une longue mobilisation populaire, la province de Barletta-Andria-Trani fut constituée par la loi 148/2004 du 11 juin 2004, puis par le décret présidentiel no 133 du 15 février 2006, avec le sigle « BT ». Les premières élections provinciales se sont tenues les 6 et 7 juin 2009 et Francesco Ventola (it) fut élu comme premier président de la province.

## Symboles
Le statut communal de la Ville de Barletta déclare que :

« La Commune a le droit d’arborer son propre blason et gonfalon, approuvés par procédures législatives. La Commune, du fait de ses traditions historiques et étant donné les mérites acquis par sa communauté, a été décorée du titre de Ville par décret de reconnaissance du 9 mars 1935 ainsi que par les modifications et compléments successifs. La Commune de Barletta assume le titre de Ville du Défi en souvenir de l’historique Défi du 13 février 1503 »

Ledit statut décrit le blason et le gonfalon de la manière suivante :

« Le blason est sur fond blanc d’argent, à quatre burelles rouges, couronné d’une couronne et entouré de deux branches de chêne et de laurier, noués d’un nœud aux couleurs nationales. Ornements extérieurs de la Ville. Le gonfalon est représenté par un « drap rectangulaire sous forme de drapeau, de couleur blanc, frangé d’or, chargé du blason communal décrit ci-dessus ; le drap attaché à une barre de métal surmontée d’une flèche dorée avec le blason de la Commune. Sur le drap, l’inscription centrée en or : « Ville de Barletta » (Città di Barletta). Nœuds et cravate, aux couleurs nationales, frangées d’or ». D’argent, à quatre burelles rouges, couronné d’une couronne et entouré de deux branches de chêne et de laurier, noués d’un nœud aux couleurs nationales. Ornements extérieurs de la Ville »

Le blason actuel a été octroyé par décret du président de la République, Carlo Azeglio Ciampi, le 8 septembre 2000, qui a également modifié la forme de la couronne, prescrivant celle prévue par le règlement héraldique.
Il faut aussi noter l’anecdote sur l’origine du blason communal. La légende raconte que le seigneur de l’antique Bardulos, accompagné des milices municipales, aurait tué au cours d’une bataille le chef des pirates sarrasins qui avaient attaqué la ville. En revenant vers la ville, arrivé à proximité des murailles, il aurait essuyé quatre de ses doigts encore couverts de sang sur une des portes. Ce sont ces traces de sang qui seraient représentées sur l’actuel blason par les quatre stries horizontales de la couleur rouge. Il est intéressant de remarquer que la ville située sur la rive opposée de l’Adriatique, Dubrovnik (appelée également Raguse), arbore un blason identique, alors que Ravello, sur la côte amalfitaine, dont les nobles ont contrôlé durablement les Pouilles, a un blason identique mais avec une bande en moins.

## Distinctions
La ville de Barletta figure parmi les institutions décorées à titre militaire pour son rôle lors de la guerre de Libération contre les nazis, décorée le 8 mai 1998 de la médaille d’or du mérite civil et le 7 juillet 2003 de la médaille d’or de la valeur militaire pour les sacrifices de sa population et pour l’engagement dans la lutte partisane lors de la Seconde Guerre mondiale :
 Médaille d’or du mérite civil :

« Occupée par les troupes allemandes au lendemain de l’armistice, la ville s’est révélée être une protagoniste courageuse et a fait preuve d’une résistance tenace. Objet de représailles féroces et sanglantes, elle compta de nombreuses victimes parmi les militaires de la garnison locale et les civils qui, sans défenses et épuisés par les privations, furent dans de nombreux cas passés par les armes sur le lieu où ils vaquaient à leurs occupations quotidiennes. Splendide exemple d’esprit noble de sacrifice et d’amour de la patrie. Barletta, 12-24 septembre 1943. – 8 mai 1998 »

 Médaille d’or de la valeur militaire :

« Le 8 septembre 1943, la garnison de Barletta, modestement armée mais soutenue par le soutien spontané et actif des citoyens, voulut poursuivre sur la voie de l’honneur et de la fidélité à la patrie, s’opposant fermement aux unités allemandes aguerries et leur infligeant des pertes notables. Ce n’est que le 12 septembre, après l’arrivée d’importants renforts allemands, que la garnison, éprouvée par les pertes subies et sous la menace de la destruction de la ville, fut contrainte à capituler. Les troupes ennemies occupant Barletta trucidèrent de façon barbare et par vengeance treize citadins sans défense, ajoutant ainsi leur sacrifice à la bravoure des militaires dans une commune en soif de liberté. La ville de Barletta, exemple éclatant des vertus des habitants de l’Italie méridionale, livre aux générations futures un témoignage des valeurs découlant de la renaissance de la patrie et de la conquête de la démocratie ainsi que de la paix. Barletta 8-13 septembre 1943. – 7 juillet 2003 »

## Monuments et patrimoine

### Architecture religieuse

#### Églises principales
Cathédrale Sainte-Marie-Majeure (Cattedrale di Santa Maria Maggiore)

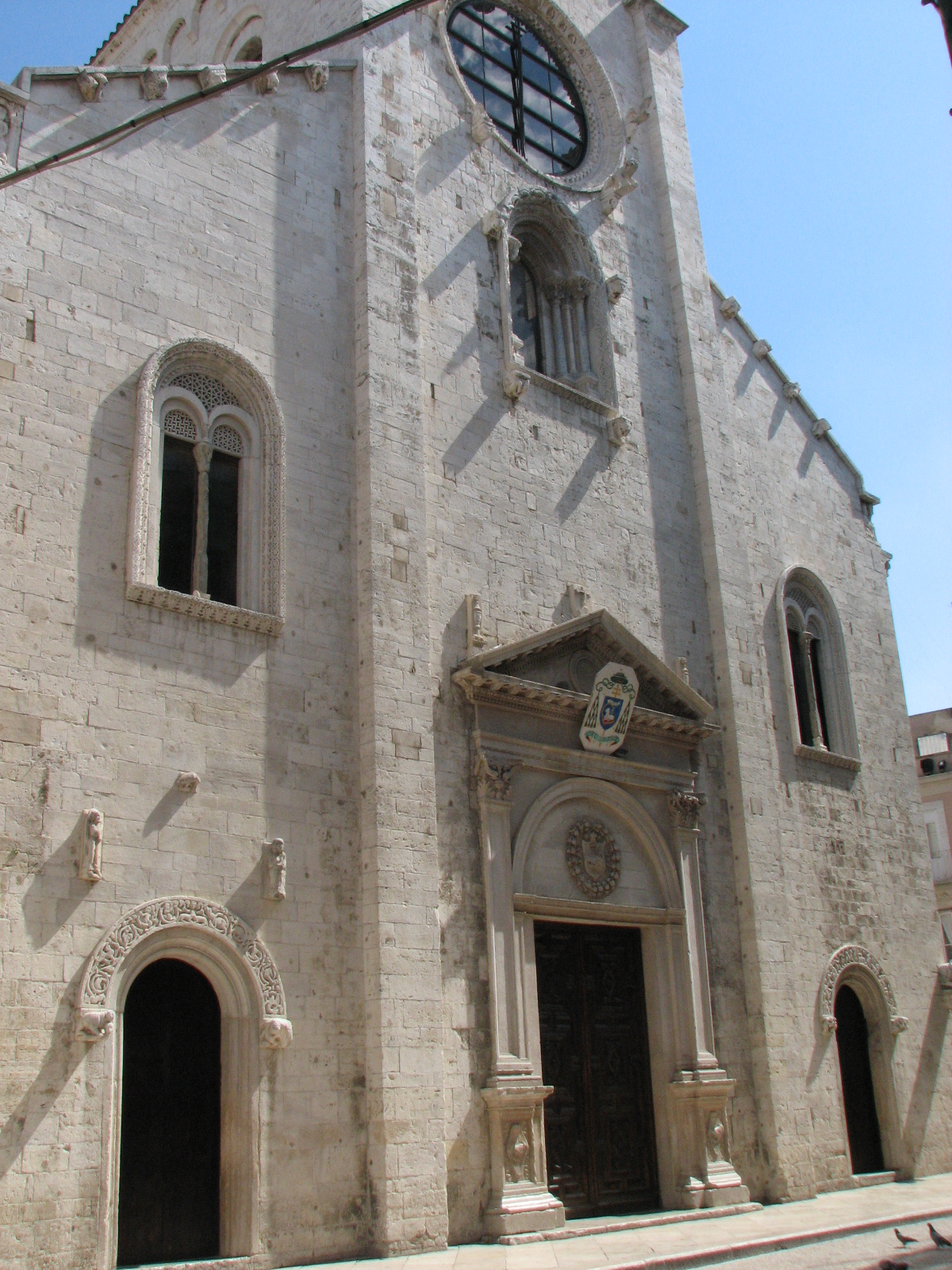
La façade principale de la cathédrale.

Située à proximité du château, vers lequel sont tournées les absides gothiques, la cathédrale fut construite au bout du tracé directeur originel du premier noyau urbain. Elle se distingue par une partie souterraine et une autre au niveau du sol. Elle résulte du fruit des couches millénaires qui ont vu le chevauchement de tombes dites « a grotticella » du IIIe siècle av. J.-C., d’une basilique paléochrétienne du VIe siècle, d'une seconde basilique médiévale remontant aux IXe – Xe siècles, et enfin de l'édifice supérieur composé de deux parties clairement distinctes : celle antérieure typiquement romane (XIIe siècle) et celle postérieure réalisée selon le style gothique (XIVe siècle). Le campanile remonte quant à lui au XIIe siècle.
La cathédrale a atteint le sommet de sa gloire durant les croisades, servant de point de transit pour les pèlerins qui rejoignaient la Terre sainte. Disposée selon une orientation est-ouest, avec les absides dirigées vers l'orient, elle est caractérisée par une disposition basilicale, divisée en trois nefs avec des chapelles latérales dans l’aile méridionale. Elle présente dans la zone presbytérale un ciborium derrière lequel s'ouvre le chœur. L'édifice a retrouvé son faste d’antan après les travaux de restauration qui s'étalèrent d’abord entre 1955 et 1981 puis de 1981 à 1996. Elle fut élevée au titre de cathédrale métropolitaine par un bulle du pape Pie IX datée du 21 avril 1860 ainsi que de basilique mineure par le pape Jean XXIII le 17 mars 1961.
Basilique du Saint-Sépulcre (Basilica del Santo Sepolcro)

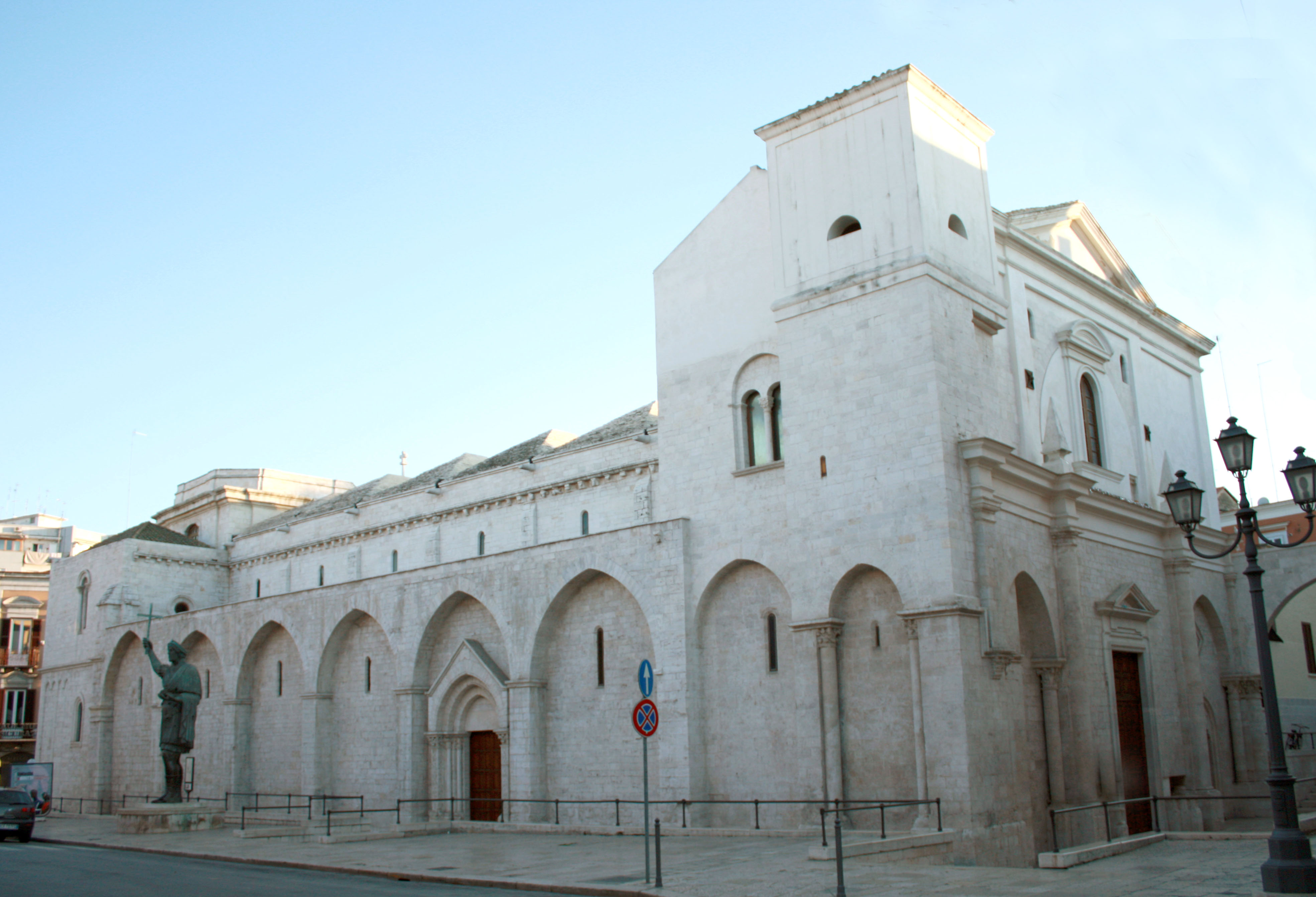
La basilique du Saint-Sépulcre.

Située à un point stratégique, près de l'endroit où se situe le Colosse de Barletta, entre deux anciens et importants axes de communication routières, la basilique conserve un lien étroit avec la Terre sainte et le Sépulcre de Jésus. Dirigée par des chanoines et des cavaliers du Saint-Sépulcre de Jérusalem, elle servit en effet d'étape de transit pour les pèlerins se rendant en Terre sainte et pour les croisés de passage au port de Barletta en direction de Jérusalem. L'édifice fut érigé avec un plan gothique-bourguignon à la fin du XIIe siècle et présente une disposition basilicale à trois nefs, rythmées par sept travées, le bras transversal du transept ainsi qu’une abside accolée à une nef. À noter le narthex surmonté d'une tribune qui précède les trois nefs avec des arches et des voûtes à ogives remontant à la fin du XIVe siècle ainsi qu'une coupole au croisement des bras. Le trésor est placé dans la chapelle surplombant le narthex et comprend une croix patriarcale inestimable, un tabernacle avec le Christ en majesté dans une mandorle, une colombe eucharistique en branches dorées et un ostensoir remontant au XIIe siècle ainsi que des fresques du XIIIe siècle. Le bâtiment fut élevé au titre de collégiale en 1852 par Pie IX et fut doté en 1951 du titre de basilique pontificale mineure par le pape Pie XII.
Église San Gaetano (Saint-Gaëtan)

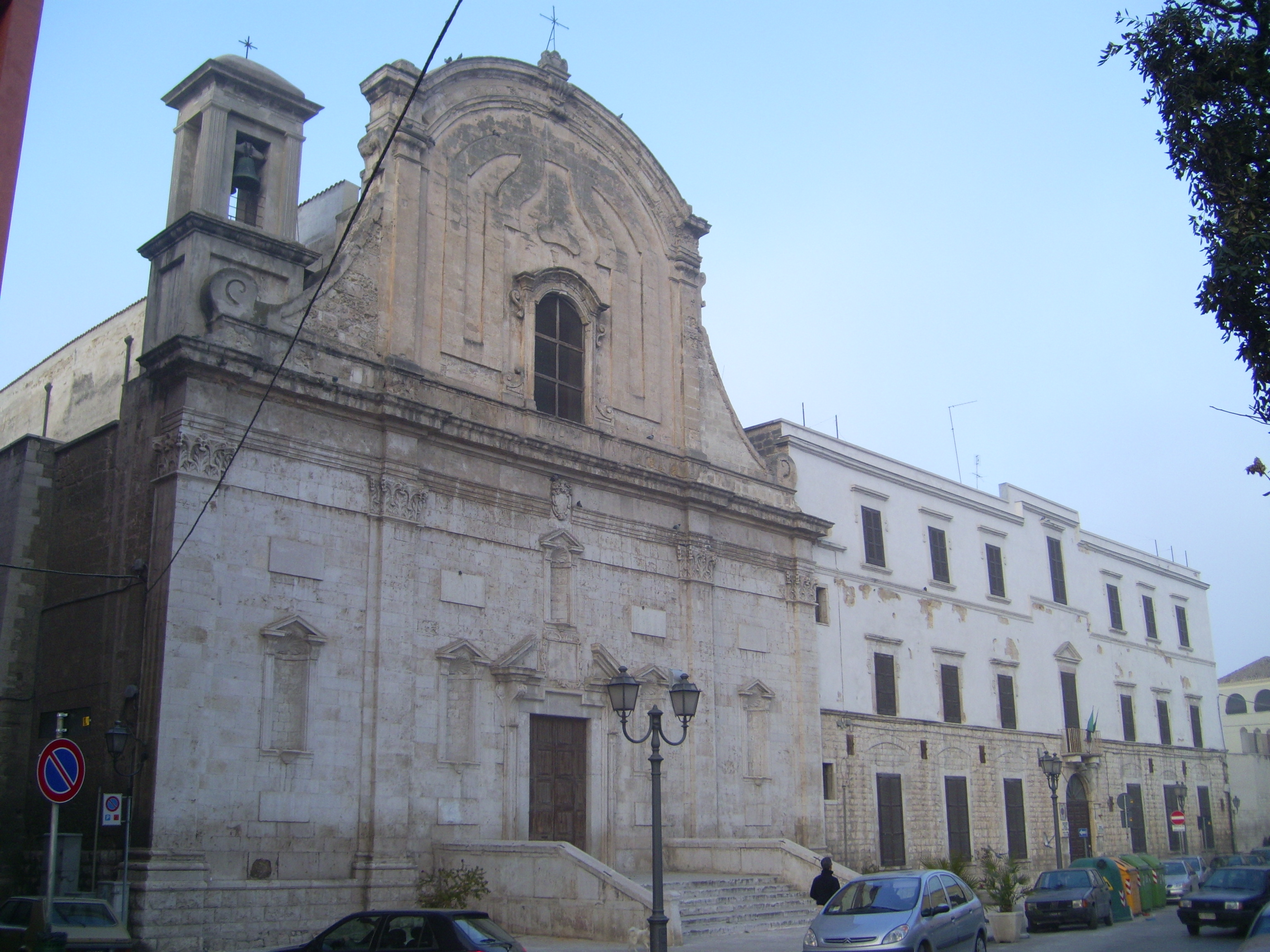
L'église San Gaetano.

Fondée au XVIIe siècle par l’ordre des clercs réguliers théatins arrivés à Barletta au début du siècle, l'église possède une relique de la Sainte Épine. Les bâtiments utilisés étaient déjà présents au moment de sa fondation et servaient de siège à une petite église dédiée à saint Joseph. L'église et le couvent furent ensuite transformés, prenant en 1667 la dénomination qu'elle conserve encore aujourd’hui. Les travaux de l'église Saint-Gaëtan commencèrent au cours du printemps 1656, suspendus deux ans à cause de la peste survenue en 1667. Elle fut ensuite confiée à l'ordre des Trinitaires lors du départ des théatins.
Église San Giacomo (Saint-Jacques)

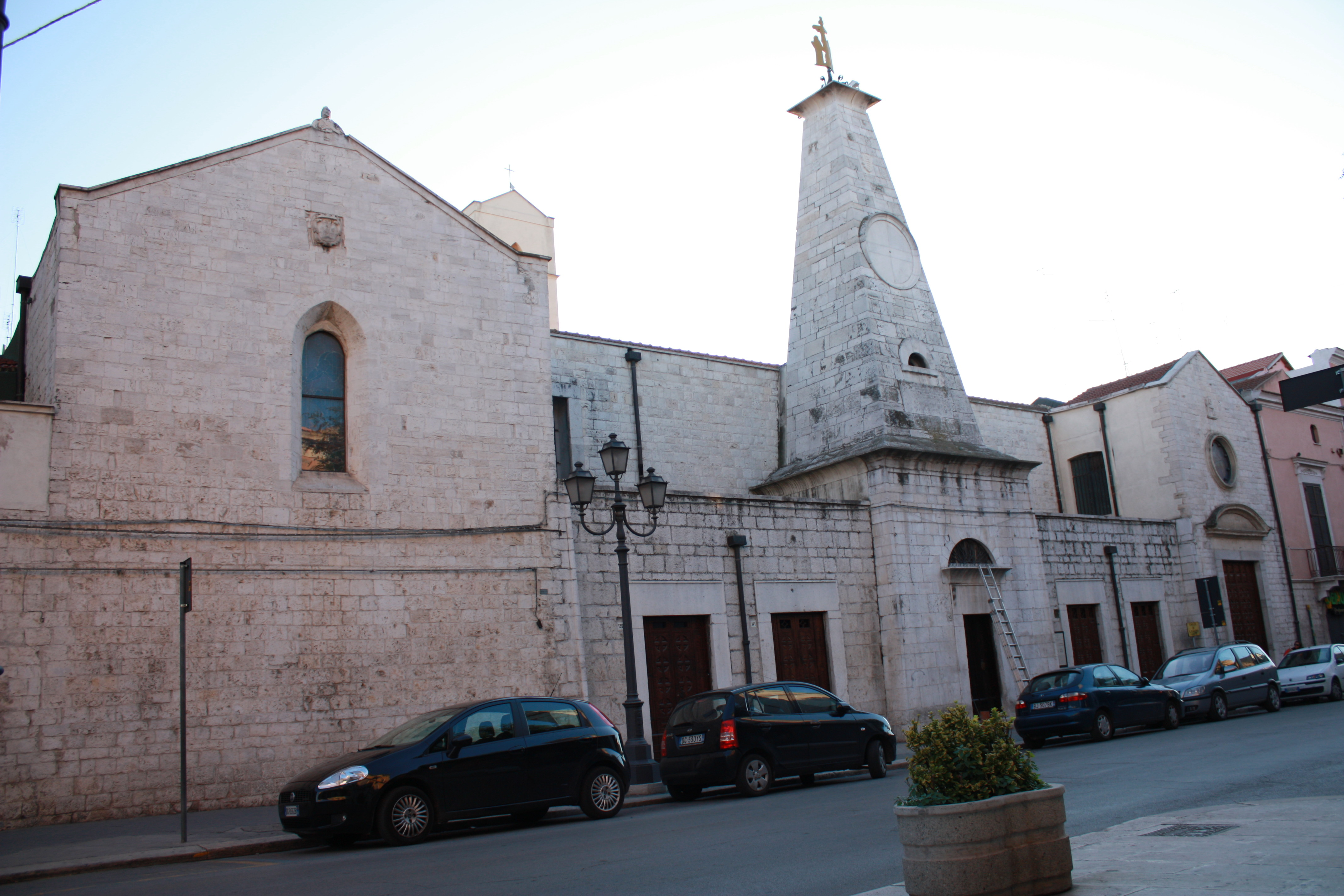
L'église San Giacomo.

Implantée le long du Corso Vittorio Emanuele et remontant au XIe siècle, l'église se situe où se serait tenu un lieu de culte païen durant l'Antiquité. Elle est disposée selon l'axe est-ouest parallèle au cours, avec l'autel vers l'orient. L’accès principal originel était posté sur le front occidental mais au vu de la saturation des espaces du fait de l'occupation du sol avec des édifices à caractère résidentiel, il a fallu déplacer cet accès sur le côté nord où fut érigé le portail qui prit le nom de « Porte majeure » (Porta maggiore). Le front principal est marqué par la présence en son sein d'un obélisque doté d'un clocher. En 2001, d'importants travaux de restauration sont menés et remettent en lumière les caractéristiques architecturales originelles. Des fenêtres monophores d'époques différentes furent restaurées, tout comme la charpente du plafond du XVIIIe siècle et la chapelle Saint-Sauveur avec sa croisée d’ogives du XIIe siècle. L'église possède un riche patrimoine composé de panneaux, toiles, objets liturgiques, reliquaires et parements sacrés réalisés entre les XIIIe et XXe siècles. La paroisse est gérée par le renommé curé barlettan Don Sabino Lattanzio.
Église Sant'Andrea (Saint-André)
Les premiers témoignages documentaires de l'édifice ecclésiastique remontent au XIIe siècle et identifient dans la zone un temple dédié au Saint Sauveur. Au XVIe siècle les Della Marra, qui étaient propriétaires de l'édifice religieux (et qui avaient également en fief la ville de Barletta), le donnèrent aux frères mineurs observants dont l’église Saint-André-hors-les-Murs (chiesa di Sant'Andrea fuori le Mura) a été détruite durant le sac de 1528. La destruction porta les observants, avec leur complexe conventuel, à l’intérieur des murailles. L'église passa par plusieurs phases de constructions et d'élargissements successifs et ce jusqu'au XIXe siècle lorsque fut réalisée l'ouverture d’une nouvelle rue dénommée via Bruno Marino (auparavant Vicoletto Sant'Andrea) sur son côté est. Elle a fait l’objet de restauration et a été rouverte en 2010.

#### Autres églises
La ville de Barletta, du point de vue ecclésiastique, a eu une importance notable. D’abord siège de l’évêque de Cannes et de l’archevêque de Nazareth puis de l’archidiocèse de Barletta, elle a été le centre d’une vie religieuse intense du fait des nombreux ordres religieux qui, avec le clergé séculier, y ont constitué un tissu profondément religieux. On compte actuellement 45 églises, comme la Basilique Saint-Dominique, la cocathédrale Santa Maria di Nazareth, l'église San Ruggero ou encore l'église Santa Lucia, dont 21 sont sièges de paroisses.

#### Ossuaire commémoratif aux morts slaves

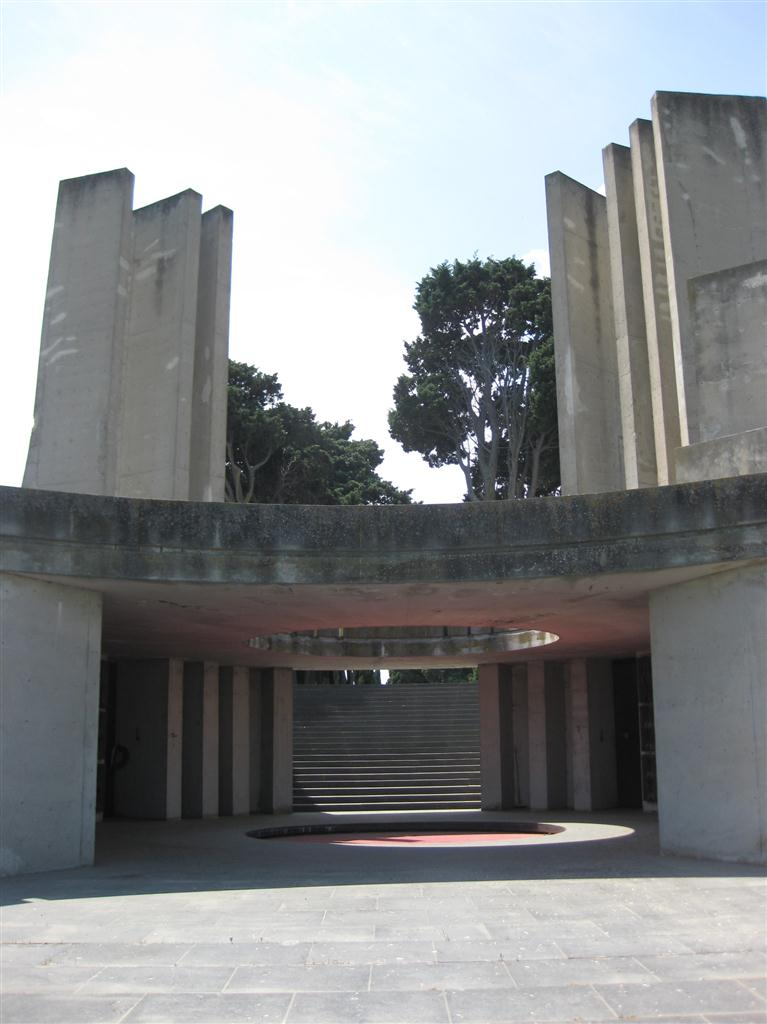
L'Ossuaire commémoratif aux morts slaves.

L'Ossuaire commémoratif aux morts slaves de la Seconde Guerre mondiale est un monument funéraire érigé à l'intérieur du cimetière de Barletta. Sa construction commença en 1968 à l'occasion du jumelage entre Barletta et la ville monténégrine de Herceg Novi. Conçu par le sculpteur Dušan Džamonja, le sanctuaire monumental fut inauguré le 4 juillet 1970 et conserve les restes de 825 morts ainsi que la mémoire de 463 autres combattants dont les dépouilles n'ont pas été retrouvées, ce qui fait un total de 1 288 morts,.

### Architecture civile

#### Palais
Palazzo della Marra

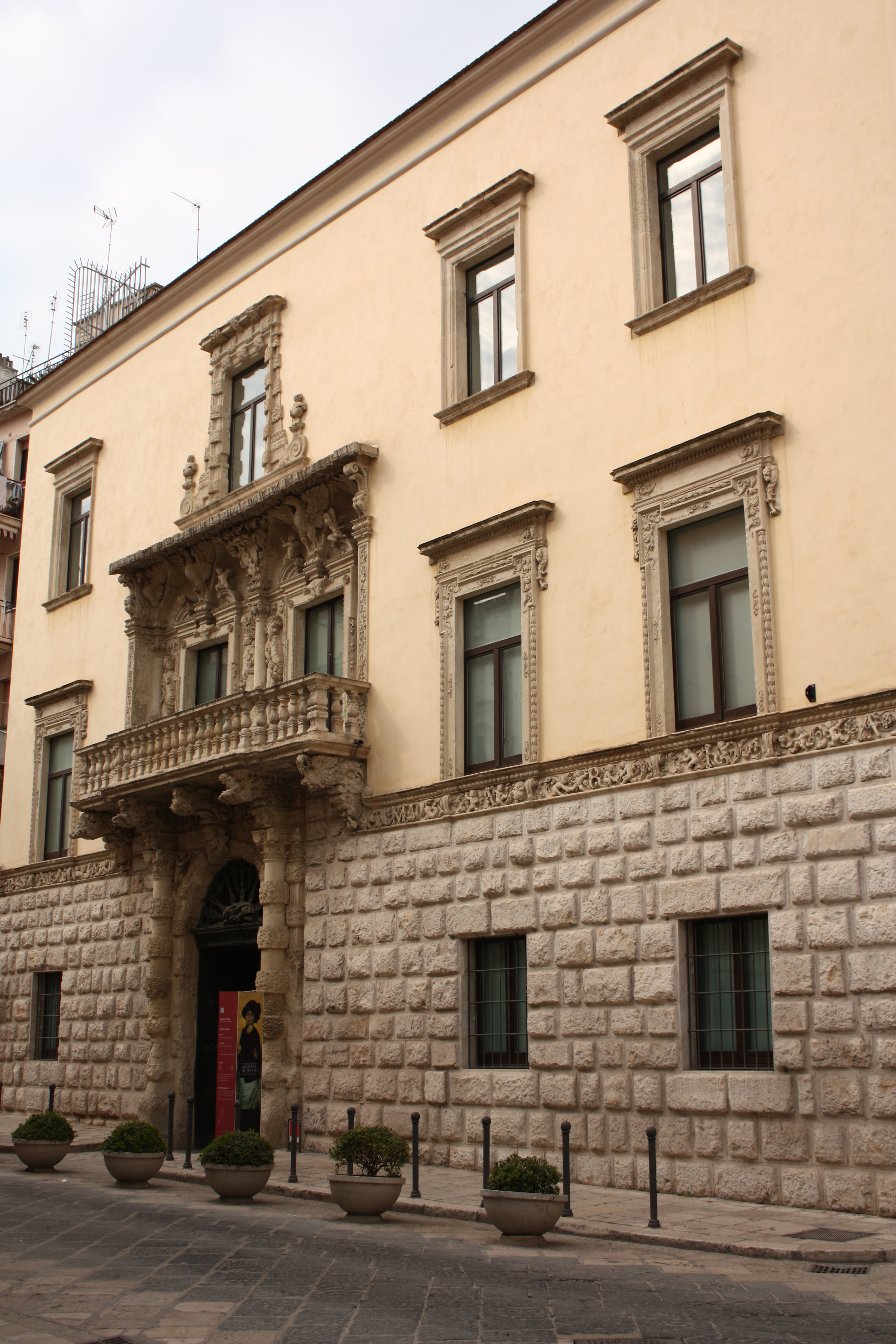
Le Palazzo della Marra

Le Palazzo della Marra (it) est un des plus prestigieux exemples d’architecture baroque dans les Pouilles. Depuis le milieu du XVIe siècle, il a été habité par d’importantes familles aristocratiques. Construit sur trois niveaux, l’édifice est caractérisé sur le front principal par un balcon dont la façade est richement ornée et soutenu par cinq consoles décorées de monstres, de chiens et de griffons. La cour centrale comporte une petite loggia et des colonnes qui soutiennent des arcs. Il est le siège permanent de la Pinacothèque De Nittis située au deuxième étage.
Palazzo Santacroce
Le palais est situé devant la façade principale de la cathédrale et recouvre une bonne partie du parvis qui était plus grand par le passé. La façade principale présente un rez-de-chaussée en bossage alors que l’étage supérieur est caractérisé par une parfaite symétrie des ouvertures. Le portail d’accès est doté d’un arc ogival et est encadré par une corniche. Au-dessus de celui-ci, on trouve un balcon et un tympan triangulaire.
Palazzo de Leone Pandolfelli
Construit sur la Via Cavour, le long de l’ancienne « Route du change » (trada del cambio,) ce palais est pour la première fois cité dans des documents datant de 1418. Des aménagements ultérieurs sont attestés au cours de la moitié du XVIe siècle. La façade principale est rythmée aux niveaux supérieurs par des pilastres qui encadrent des ouvertures avec balcon.
Villa Bonelli
La Villa Bonelli (it) constitue un exemple unique sur le territoire barlettan de villa « extra moenia », entourée de jardins qui abritent des espèces d’arbres typiques de la région. La villa connut ses heures de gloire dans les premières décennies du XIXe siècle lorsque les travaux de restauration et d’agrandissement voulus par le comte Raffaele et par son fils Giuseppe pour en faire une des plus belles villas des Pouilles. Elle dispose d’une salle des fêtes, d’une chapelle, d’écuries et d’un « jardin éclectique » doté de fontaines, d’une serre et un terrain de minigolf. Au début du XIXe siècle, l’édifice et le parc commencèrent à connaître un déclin qui aboutira à la fermeture du complexe. La villa a été restituée au public au cours de l’année 2008 à la suite de travaux de réhabilitation qui ont restitué sa splendeur passée.

#### Théâtre Curci
Le Théâtre Curci (it), rendant hommage au compositeur Giuseppe Curci (it), est situé en plein centre-ville, devant le palais communal. Le théâtre actuel a été projeté en 1866 et inauguré en 1872. Le premier spectacle fut l’exécution de la symphonie L’Italia redenta, œuvre du compositeur et directeur d’orchestre barlettan Giuseppe Curci. En 1960, le théâtre fut fermé pour cause de conditions précaires et fut seulement rouvert après une longue série de restaurations terminées en 1977.

### Architecture militaire

#### Murailles de la ville
Les murailles de Barletta constituent l’ancien instrument défensif de la ville. Les premières murailles urbaines furent édifiées par les Normands qui occupaient le territoire barlettan entre le XIe siècle et le XIIe siècle. Les murailles entouraient alors le centre originel de Santa Maria. Sous la domination souabe, l’empereur Frédéric II élargit le fortin normand en édifiant sa domus qui accueille aujourd’hui le siège de la bibliothèque municipale. Avec l’arrivée des Angevins, de nouveaux travaux furent menés sur le mur d’enceinte pour protéger la zone plus au sud, mais aussi un agrandissement du château avec la construction du palatium sur le côté nord qui sera abattu par la suite par les Aragonais, ainsi que le creusement du fossé autour du château.
La période aragonaise modifia significativement le tracé des murailles de telle façon à entourer une grande partie du bâti appartenant de nos jours au quartier San Giacomo-Settefrati. Ce fut à cette période que le château acquit sa configuration architecturale définitive et actuelle. Le démantèlement du mur d’enceinte commença en 1860 pour permettre l’expansion de la ville, le commerce avec les villes limitrophes, la construction du chemin de fer, de la gare et des installations industrielles. De l’ancien mur d’enceinte, il en reste :
- le château ;
- toutes les murailles donnant sur la mer (muraille du Carmel, du nom de l’église homonyme) qui partaient de la Porte Marine pour arriver au Paraticchio ;
- un fragment (à plus proprement parler une cloison) qui fermait au nord-ouest le fossé du château donnant sur la mer ;
- le bastion, localement connu sous le nom de « Paraticchio », qui donne sur le littoral ;
- la Porte Marine sur la place du même nom ;
- le petit bastion de la Via Galliano (surmonté d’habitations civiles) à l’intersection avec la Via Magenta.

#### Château de Barletta

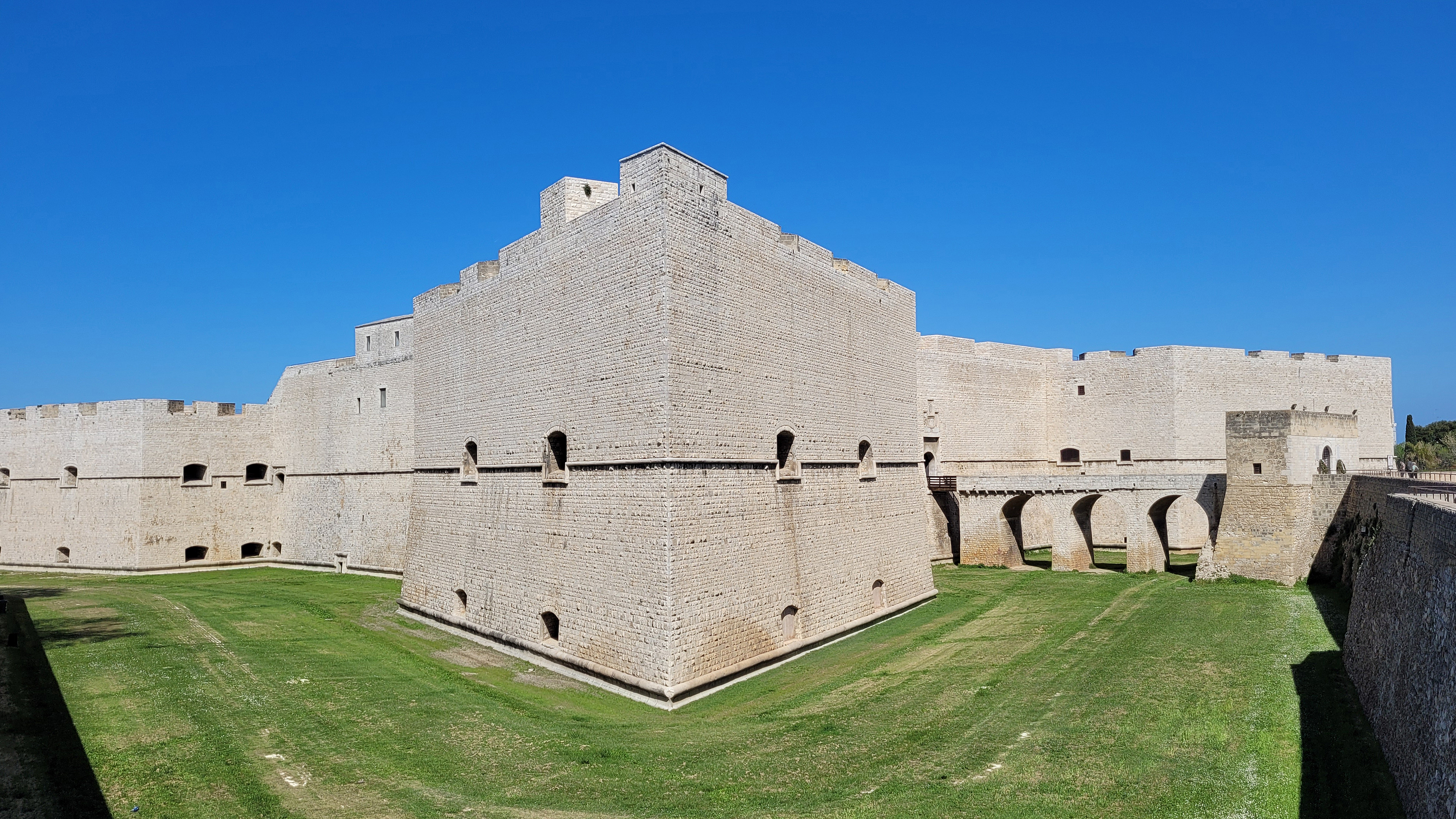
Le château de Barletta

Le château de Barletta est une construction de forme quadrangulaire avec dans ses coins les caractéristiques des tours-bastions lancéolées. L’édifice est le résultat du chevauchement de constructions et de démolitions successives opérées de siècle en siècle au cours des différentes dominations. Le centre originel, remontant au XIe siècle, est normand, comme en témoigne la Tour Majeure englobée dans la partie méridionale de l’actuel édifice. Durant les croisades, il devint un refuge habituel pour les croisés en partance ou en provenance de la Terre sainte. L’héritage de l’empereur Frédéric II est bien visible, notamment sur le côté sud avec des fenêtres ogivales qui présentent l’aigle impérial sculpté dans leurs lunettes, motif récurrent dans l’iconographie souabe.
Le château comme il apparaît aujourd’hui a été réalisé à partir de 1532 de la volonté du roi espagnol Charles V. En 1867, il fut acquis par la commune de Barletta, devenant par la suite un dépôt d’armes et une prison.
En 1973, une longue restauration commença pour terminer en 1988. En 2001, des travaux de requalification furent effectués et durèrent environ un an. Le château sert de siège à la bibliothèque municipale, au musée civique, à la pinacothèque et au lapidarium. Parmi les œuvres les plus importances conservées en son sein se trouve le Sarcophage des Apôtres, premier témoignage chrétien à Barletta, et un buste de Frédéric II du XIIIe siècle.

#### Porte Marine

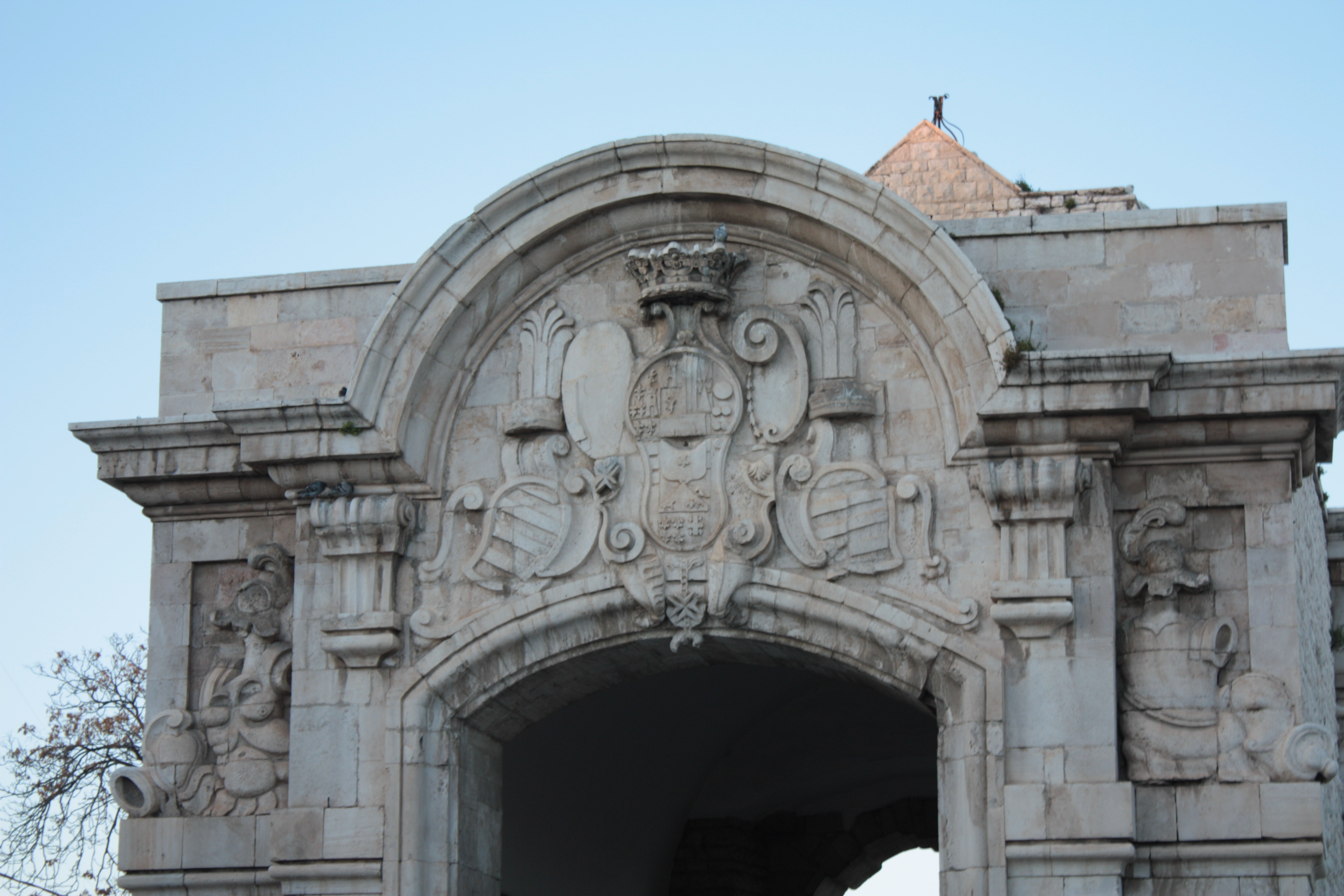
La Porte Marine

La Porte Marine (Porta Marina) constitue l’unique exemple restant des anciennes portes qui entouraient la ville de Barletta. Elle est située sur la place homonyme, vers laquelle convergent la Via Mura San Cataldo, la Via Mura del Carmine et la Via Marina.
La Porte Marine n’a pas toujours été située au même endroit. Celle originelle se trouvait à l’extrémité méridionale de la Via Sant’Andra et, à ses côtés, se trouvait l’ancien Palais de la Douane. En 1751, la nouvelle fut construite, comme en témoigne l’inscription lapidaire présente sur la partie supérieure de la porte, du côté de la mer, flanquée des armes de la ville et du blason bourbonien. Des enquêtes archéologiques sont actuellement menées autour de la porte afin de vérifier la présence, sous la rue, d’un puits correspondant à la rotonde postée au centre de la place.

### Autres monuments

#### Colosse de Barletta

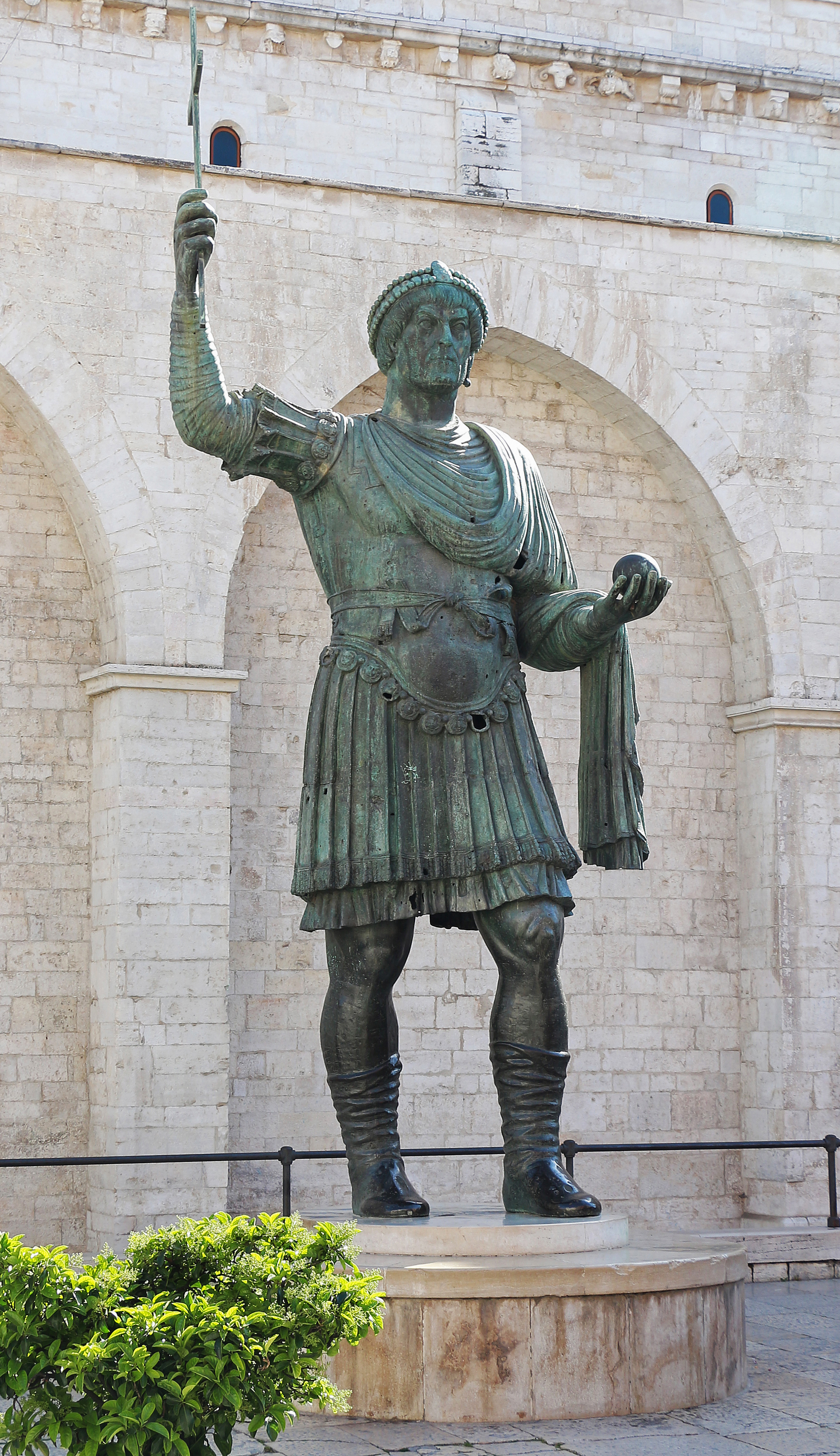
Le Colosse de Barletta

Le Colosse de Barletta est une gigantesque statue de bronze érigée sur le Corso Vittorio Emanuele, près de la Basilique du Saint-Sépulcre, sur un socle d’environ un mètre de haut. Restauré au Moyen Âge, il représente un homme paré de vêtements impériaux du Bas-Empire et de l’époque byzantine, comme le démontrent le diadème et l’accessoire circulaire typique des militaires de haut rang. La personne représentée par cette statue, connue localement sous le nom d’« Eraclio » (Héraclius), n’a pas pu être identifiée avec certitude. Les enquêtes historiques effectuées font remonter ses origines à la première moitié du Ve siècle.

#### La Cantina della Sfida
Connue également sous le nom d’Osteria (Auberge) ou Casa di Veleno (Maison de Veleno), la Cantina della Sfida (Cave du Défi) remonte à une période comprise entre les XIVe et XVe siècles. Elle est le lieu dans lequel, selon la tradition chevaleresque, durant un banquet organisé en l’honneur des Français défaits lors d’une confrontation contre des Espagnols, eut lieu l’affrontement verbal entre Charles de La Motte et le capitaine espagnol don Diego de Mendoza. La dispute tourna à l’offense fait par ce dernier à l’encontre du commandant français qui comparaient leurs valeurs à celles des Italiens, leurs alliés. Cela amena à la bataille mieux connue sous le nom de Défi de Barletta entre treize Italiens et autant de Français.

#### Rues historiques
Via Duomo
La Via Duomo (Rue de la Cathédrale) est une des plus anciennes rues de la ville, avec une section réduite de seulement cinq mètres de large sur une longueur de cent mètres. Elle serpente de la cathédrale Sainte-Marie-Majeure jusqu’à la « Piazzetta », c’est-à-dire jusqu’au croisement de la Via Cialdini, Via San Giorgio, Via Sant’Andrea, Corso Garibaldi et Via Duomo. De nombreuses ruelles partent de la Via Duomo, portant au nord vers les anciennes murailles, au sud vers la Via Ettore Fieramosca. Des études typologiques effectuées sur la zone la font remonter au centre urbain primordial qui se serait formé le long de son ancien tracé. Avec le rétablissement architectural et fonctionnel du centre historique, la Via Duomo est aujourd’hui une des rues les plus fréquentées grâce à la présence de nombreux locaux et à sa fonction de liaison entre le Corso Vittorio Emanuele et le château.

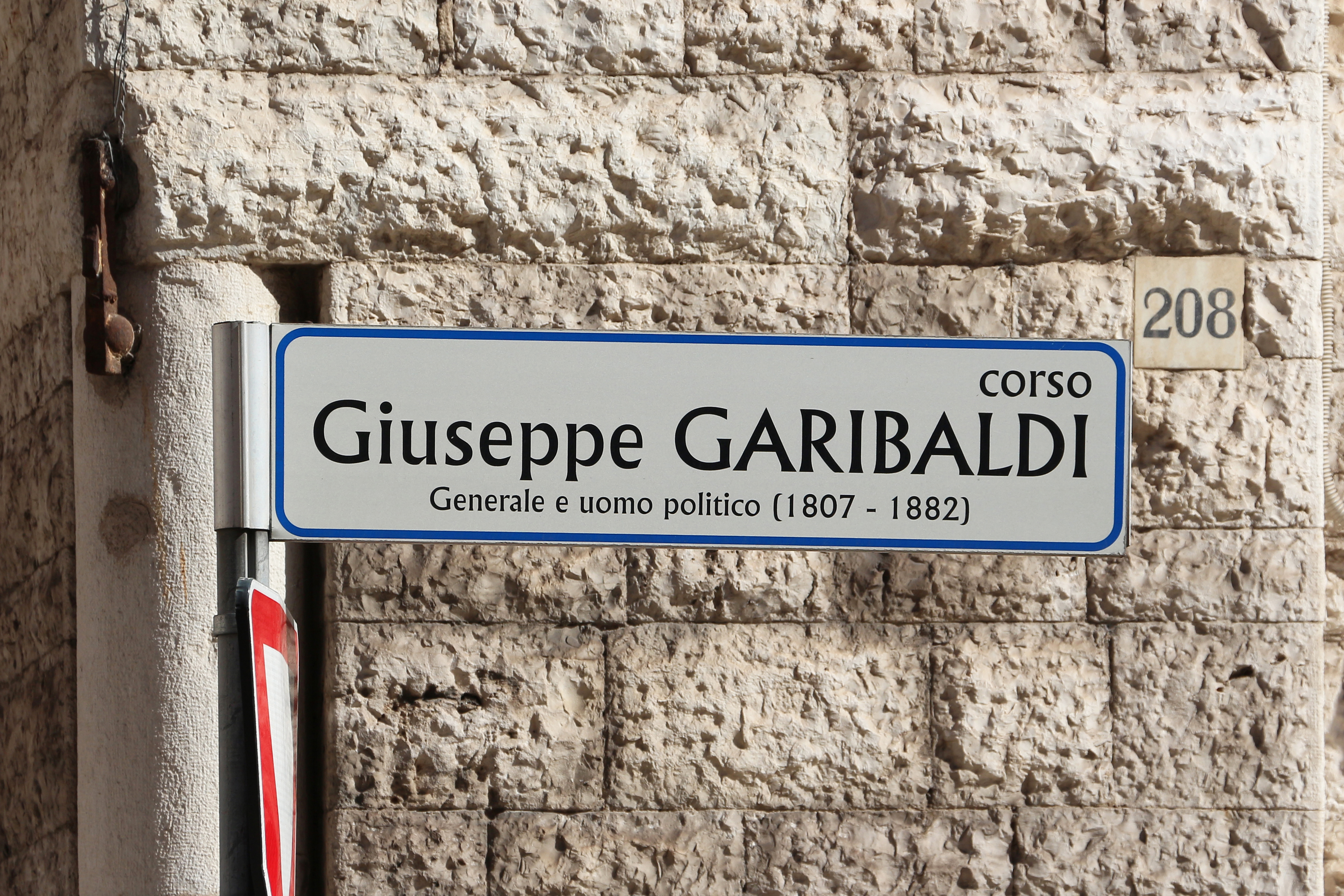
Corso Giuseppe Garibaldi
Le cours constitue un des tracés les plus anciens qui reliaient la ville de Barletta avec l’importante ville de Canosa di Puglia. La rue va de la Piazzetta, autrement dit de l’entrée de la Via Duomo, jusqu’au croisement avec les actuelles Viale Giannone et Via Baccarini desquelles commencent la Via Imbriani. Plusieurs des magasins les plus réputés de la ville s’y trouvent ainsi que de nombreux palais historiques parmi lesquels le Palazzo Marulli. Elle est pratiquement divisée en deux parties depuis la Piazza Caduti di Guerra et le monument homonyme.
Corso Vittorio Emanuele
Il s’agit d’une des rues les plus représentatives de la ville, que ce soit du point de vue historique ou commercial. Anciennement divisée en deux parties à partir de la Porta Croce, le cours a toujours été le lieu d’un intense trafic piétonnier. De nombreux monuments et édifices d’importance notable s’y trouvent, parmi lesquels la Tour du clocher de Saint-Jacques avec l’église homonyme, le Palais municipal, le Théâtre Curci, la Basilique du Saint-Sépulcre et la statue du Colosse.
Via Cavour
Cette rue fut anciennement connue comme la « Route du change » (Strada del cambio) du fait qu’elle concentrait sur son tracé les activités bancaires pour effectuer les opérations de change. Elle s’est ensuite distinguée par la présence de nombreux palais historiques comme le Palazzo de Leone Pandolfelli, le Palazzo Esperti ou encore le Palazzo Gran Priore. La Via Cavour serpente du palais qui accueillait la Banque d’Italie jusqu’au croisement qui conduit au château et qui, jusqu’en 1925, accueillait l’ancienne Porta San Leonardo (Porte Saint-Léonard) ouvrant la voie pour Trani.
Via Ettore Fieramosca
Ancienne connue sous le nom de « Route du Four » (Strada del forno) étant donné la présence d’un four construit par les Grecs pour les besoins de la communauté, il s’agit d’une rue qui servait d’étau autour du centre urbain le plus ancien dit de « Santa Maria ». La Via Fieramosca est caractérisée par un tracé incurvé qui, en se prolongeant le long de la Via San Giorgio et de la Via Sant’Andrea, arrive jusqu’à la Porte Marine. Cette rue abrite notamment les Palazzo Pignatelli et Palazzo Esperti.

#### Parcs et jardins
Jardins du château

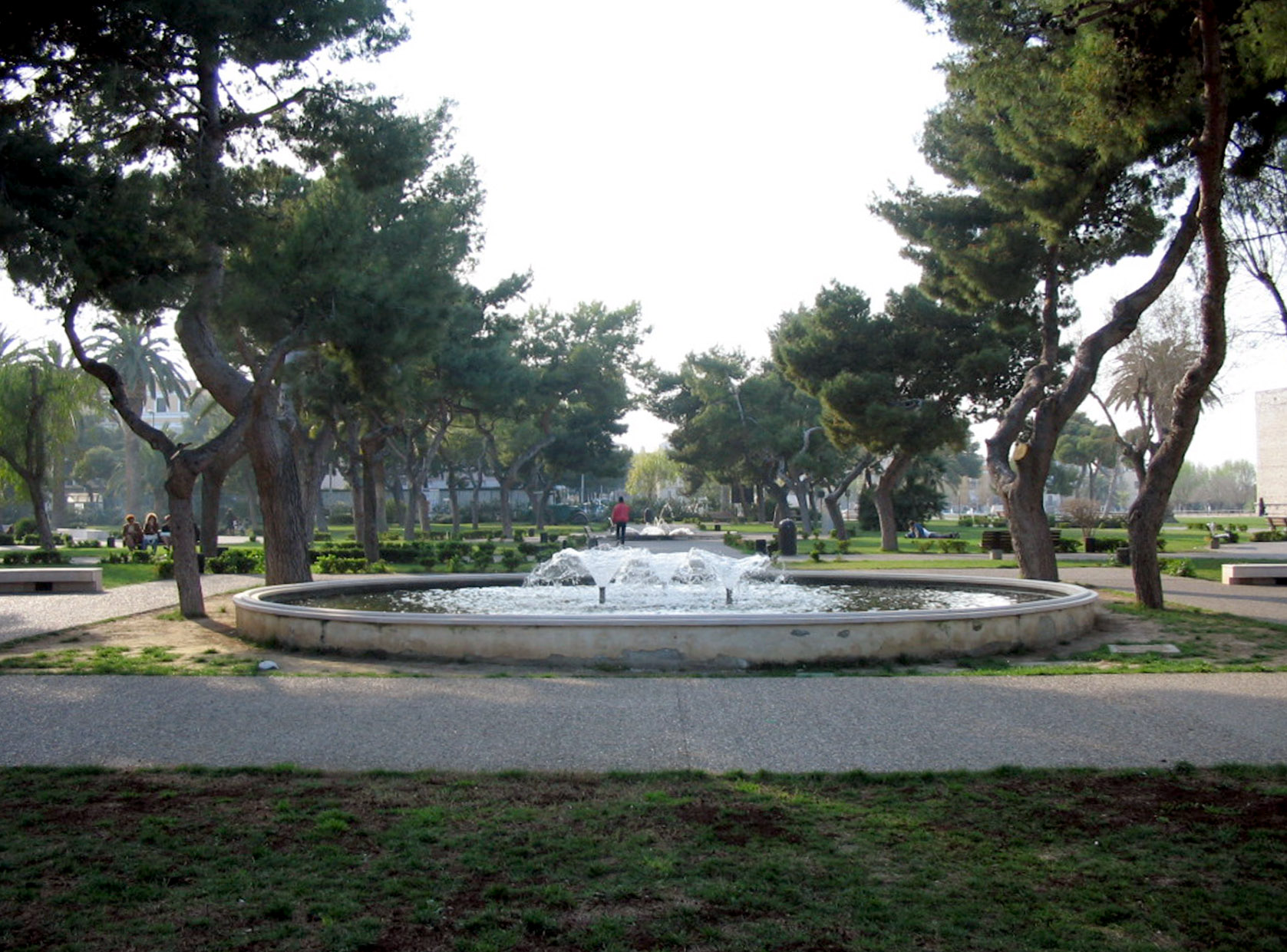
Les jardins du château

Rendant hommage aux frères Cervi, ils s’étendent autour du château et font le lien entre la forteresse et la Cathédrale Sainte-Marie-Majeure. À la suite de restaurations terminés en 2002 et qui ont vu la requalification des jardins transformés en parc doté d’espaces équipés, toute la zone a été restituée aux citadins barlettans qui en ont fait un point névralgique du centre historique,.

#### Monuments et statues
Monument aux morts (Monumento ai caduti in guerra)
Inauguré le 18 mars 1929, il se situe sur l’homonyme Piazza Caduti in Guerra, près de l’ancien Palais des Postes, sur un parterre circulaire et constitué d’un socle en marbre sur lequel se trouve un bloc imposant de forme plus ou moins quadrangulaire, se terminant par une stèle de couleur blanche, à la mémoire des compatriotes tombés lors de la Première Guerre mondiale. Sur la partie supérieure du bloc de couleur blanche est inscrite la mention « Barletta à ses braves fils tombés à la guerre » suivie des dates MCMXV (1915) et MCMXVIII (1918). Au moment de sa construction, la stèle fut superposée à une bande en bronze représentant des soldats au moment de leur sacrifice pour la patrie. Durant la Seconde Guerre mondiale, cette partie fut cependant enlevée et donnée à l’État pour en faire des munitions. En souvenir de ce fait, une plaque commémorative fut apposée avec pour mention la phrase "Nous avons aussi donné le bronze qui éternisait notre sacrifice". C’est près du monument, et plus précisément devant les murs latéraux du Palais des Postes, qu’eut lieu le massacre réalisée par les nazis à l’encontre de dix agents de police et de deux éboueurs.
Monument à Massimo d’Azeglio
En 1880, l’administration communale, à l’initiative du maire Francesco Paolo De Leone, érigea sur la place homonyme un monument dédié à Massimo d’Azeglio, œuvre du sculpteur local Giuseppe Manuti, en signe de reconnaissance pour avoir rendu célèbre l’épique Défi grâce à son roman intitulé « Ettore Fieramosca ». La statue a été récemment restaurée et la fin des travaux a été célébrée avec une inauguration en présence du maire Nicola Maffei (it), précédée d’un portrait de la personnalité politique et de l’écrivain barlettan dans le Théâtre Curci.

### Sites archéologiques

#### Cannes
Le territoire barlettan abrite le site archéologique de Cannes, lieu où eut lieu en 216 av. J.-C. la bataille homonyme qui vit les Carthaginois menés par Hannibal défaire les Romains. Le site est caractérisé par la présence double de l’Antiquarium et du parc archéologique avec les ruines de la citadelle médiévale définitivement détruite en 1063. À proximité de la citadelle, on retrouve les restes d’un village iapyge, d’une nécropole et d’un menhir haut d’environ trois mètres découvert en 1938.
Entre 2002 et 2005, des enquêtes archéologiques ont été menées dans le périmètre du complexe thermal de San Mercurio. Elles ont mis au jour une citerne avec sa réserve d’eau. En été 2008, l’administration communale, en accord avec l’Archeoclub, la Surintendance pour les Biens Archéologiques des Pouilles et la Direction de l’Antiquarium de Cannes, a promu un champ de recherche didactique de fouilles archéologiques afin de récupérer et de valoriser le territoire de Cannes, en particulier le complexe thermal.

### Zones naturelles
Le Parc naturel régional de l’Ofanto est une zone naturelle protégée créée en 2003 par la région des Pouilles. Il associe les communes apuliennes de Barletta, Canosa di Puglia, San Ferdinando di Puglia, Candela, Ascoli Satriano, Cerignola et Margherita di Savoia.

## Société

### Ethnies et minorités étrangères
Les citoyens étrangers résidant à Barletta représentent en 2014 environ 2 300 personnes, dont les principales nationalités sont :
- Roumains : 963 ;
- Albanais : 281 ;
- Chinois : 280 ;
- Algériens : 149 ;
- Marocains : 145 ;
- Tunisiens : 87.

### Langues et dialectes
Le dialecte barlettan est une variété linguistique faisant partie des dialectes apuliens centro-septentrionaux. Avec celui de Margherita di Savoia et de San Ferdinando di Puglia, celui-ci constitue une variété du dialecte barésien qui se distingue de celui foggien. Du fait de sa position géographique à cheval entre Bari et Foggia, le dialecte local a été influencé par les dialectes de ces deux grandes localités.
Il s’agit d’un idiome qui s’est développé graduellement sur base du latin vulgaire et qui s’est modifié au cours du temps du fait d’apports linguistiques hérités des populations qui se sont succédé dans la région, des Normands aux Souabes (porteurs d’éléments germaniques) en passant par les Espagnols et les Français (porteurs d’éléments romans ultérieurs).
Au début du XXe siècle, le dialecte barlettan a commencé à muer. En effet, en confrontant le registre dialecte de la fin du XIXe siècle avec celui du XXIe siècle, on peut noter de nombreuses différences dans les sons vocaux utilisés. Parmi les phénomènes en question, on constate une modification des voyelles (ä, ö, ü) ; des diphtongaisons, consistant en une altération des voyelles toniques tant dans l’ouverture que dans le timbre, donnant lieu à des diphtongues et des palatalisations. Les diphtongaisons concernent toutes les voyelles toniques (ex. : u dans fóusë, ó dans nëpóutë). On note aussi une neutralisation des voyelles toniques (ex. : ə́ dans chə́sə) et une dégémination de la double consonne occlusive alvéolaire voisée post-tonique (ex. : carvunédə plutôt que carvunéddә) qui est un phénomène particulièrement présent parmi les plus jeunes.

### Religions
Barletta, avec les villes de Trani et de Bisceglie, est le siège de l’archidiocèse de Trani-Barletta-Bisceglie (Archidioecesis Tranensis-Barolensis-Vigiliensis-Nazarensis en latin), siège archidiocésain de l’Église catholique suffragante de l’archidiocèse de Bari-Bitonto et appartenant à la région ecclésiastique des Pouilles. Le diocèse est nommément "titulaire de Nazaret" du fait de l’établissement de l’archidiocèse de Nazareth à Barletta de 1327 à 1818. En 1860, Barletta a été élevée au rang d’archidiocèse autonome, conservant le titre de Nazareth. L’archidiocèse, en plus des trois titulaires, comprend également les villes de Corato, Margherita di Savoia, San Ferdinando di Puglia et de Trinitapoli.
La ville de Barletta vénère Roger de Cannes et la Madonna dello Sterpeto comme étant ses propres saints. La figure du saint, précédemment évêque de Cannes, est associée à ses trente années d’épiscopat durant lesquels il s’opposa par tous les moyens au déclin de la citadelle. Le culte de la Madonna dello Sterpeto est lié à la peste de 1656. Selon la tradition barlettane, la maladie aurait inexplicablement ralenti sa progression après avoir retrouvé dans un monastère abandonné le tableau de la Vierge Marie. La forte dévotion envers celle-ci a été légitimée par la proclamation de la ville en tant que Civitas Mariae, titre conféré par décret épiscopal le 8 mai 2009.
Le rapport que la ville de Barletta a eu, depuis l’époque des croisades, avec la culture orientale fait d’elle un des centres directement liés au monde religieux de l’Orient. Il manque toutefois un édifice de culte dans lequel pourrait être pratiquée la foi musulmane. Mais depuis longtemps, la communauté politique et religieuse s’efforce d’assurer la coexistence de l’islam avec la chrétienté et, dans cette perspective, une école d’obédience catholique, l’école des sœurs de Santa Chiara, héberge quelques filles sourdes-muettes musulmanes. En 2004, un projet a été lancé afin de prévoir la construction d’une « église-mosquée », un centre qui pourrait servir non seulement dans un but religieux mais aussi de centre culturel.
Un mouvement particulièrement développé est celui des Témoins de Jéhovah. La communauté est présente sur le territoire depuis les années 1950 et Barletta est une des villes italiennes avec le plus grand nombre d’adhérents.
À proximité du centre historique, on retrouve aussi une église évangélique baptiste appartenant à l’Union chrétienne évangélique baptiste d’Italie et à la famille des Églises évangéliques nées de la réforme protestante.

### Traditions et folklore

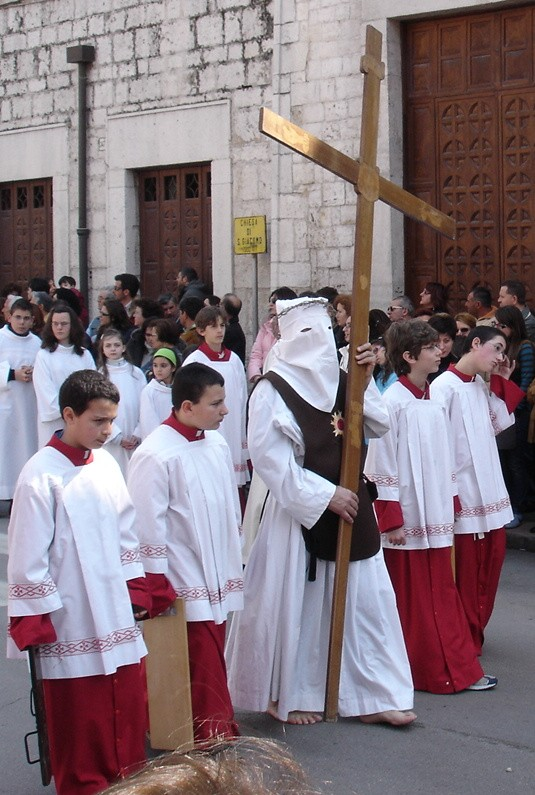
La procession du Vendredi saint

Chaque année depuis 1732, lors du deuxième dimanche de juillet, se déroule la fête des saints patrons de la ville : la Madonna dello Sterpeto et Roger de Cannes.
La procession eucharistique pénitentielle de neuf heures a lieu le jour du Vendredi saint. Elle a été célébrée pour la première fois en 1504 dans la nuit entre Jeudi saint et le Vendredi saint en signe de vœu à travers lequel les chanoines de Santa Maria, assurant l’eucharistie à pieds nus dans les rues de la ville, demandèrent la cessation de la peste de l’année précédente qui avait décimé la ville de Barletta,.
Le 13 février et durant la première semaine de septembre, une reconstitution historique du Défi de Barletta a lieu avec le soutien de la commune pour commémorer le combat chevaleresque de 1503 qui vit le chevalier français Guy de la Motte se rendre au chevalier italien Ettore Fieramosca.
Parmi les autres rites, on trouve également la commémoration de l’anniversaire de la bataille de Cannes qui a lieu le 2 août près du site archéologique de Cannes.

### Institutions, établissements et associations
Parmi les institutions dont Barletta est le siège, on peut noter la Caserne "Ruggiero Stella" dans lequel loge le 82e régiment d’infanterie "Torino", le Commandement provincial de la Garde des finances, la Capitainerie du port et la préfecture.
La structure sanitaire principale de la commune est l’Hôpital civil "Monsignor Raffaele Dimiccoli".

## Culture
Avec onze médailles d’or de valeur militaire, une médaille d’or de valeur civile, 215 médailles d’argent et environ 250 médailles de bronze attribuées à des militaires barlettans ayant participé à la Première et à la Seconde Guerre mondiale, la ville est la plus décorée d’Italie.

### Instruction

#### Bibliothèques
Barletta dispose de plusieurs bibliothèques. La Bibliothèque communale Sabino Loffredo, siégeant dans l’aile sud-est du château de Barletta, s’étend sur une superficie totale de 1.400 m² et compte un patrimoine de près de 80 000 livres. Y sont notamment conservés le Fond Apulia, le Fond musical Curci, Gallo et Cafiero, le Legato De Nittis et les anciens Fonds. Il est possible d’y consulter environ 150 revues par abonnement. La bibliothèque dispose de 80 places assises.
La Bibliothèque et Archives diocésains Pie IX est situé dans le palais archidiocésain. Il conserve près de 11 000 volumes et brochures ainsi que 2 000 parchemins (en grande partie publiés dans le Code diplomatique barlettan sous la direction du prêtre paléographe Salvatore Santeramo (it)) et 70 revues. On peut également citer la Bibliothèque des enfants qui rassemble environ 4 500 livres pour des lecteurs d’âge compris entre trois et quinze ans.
D’autres bibliothèques sont présentes sur le territoire de Barletta :
- Bibliothèque des Archives de l’État de Bari[114] ;
- Bibliothèque de l’Institut expérimental pour l’œnologie d’Asti[115].

#### Écoles
- Écoles secondaires du premier degré : six établissements ;

- Écoles secondaires du deuxième degré : dix établissements (trois instituts professionnels, cinq instituts techniques, deux lycées ainsi qu’un institut technique économique privé et un lycée linguistique privé)[116].

#### Université
Barletta abrite un siège secondaire de l’Université de Foggia. Les cours de soins infirmiers ont lieu sur le site de l’Hôpital Monsignor Dimiccoli.

#### Musées

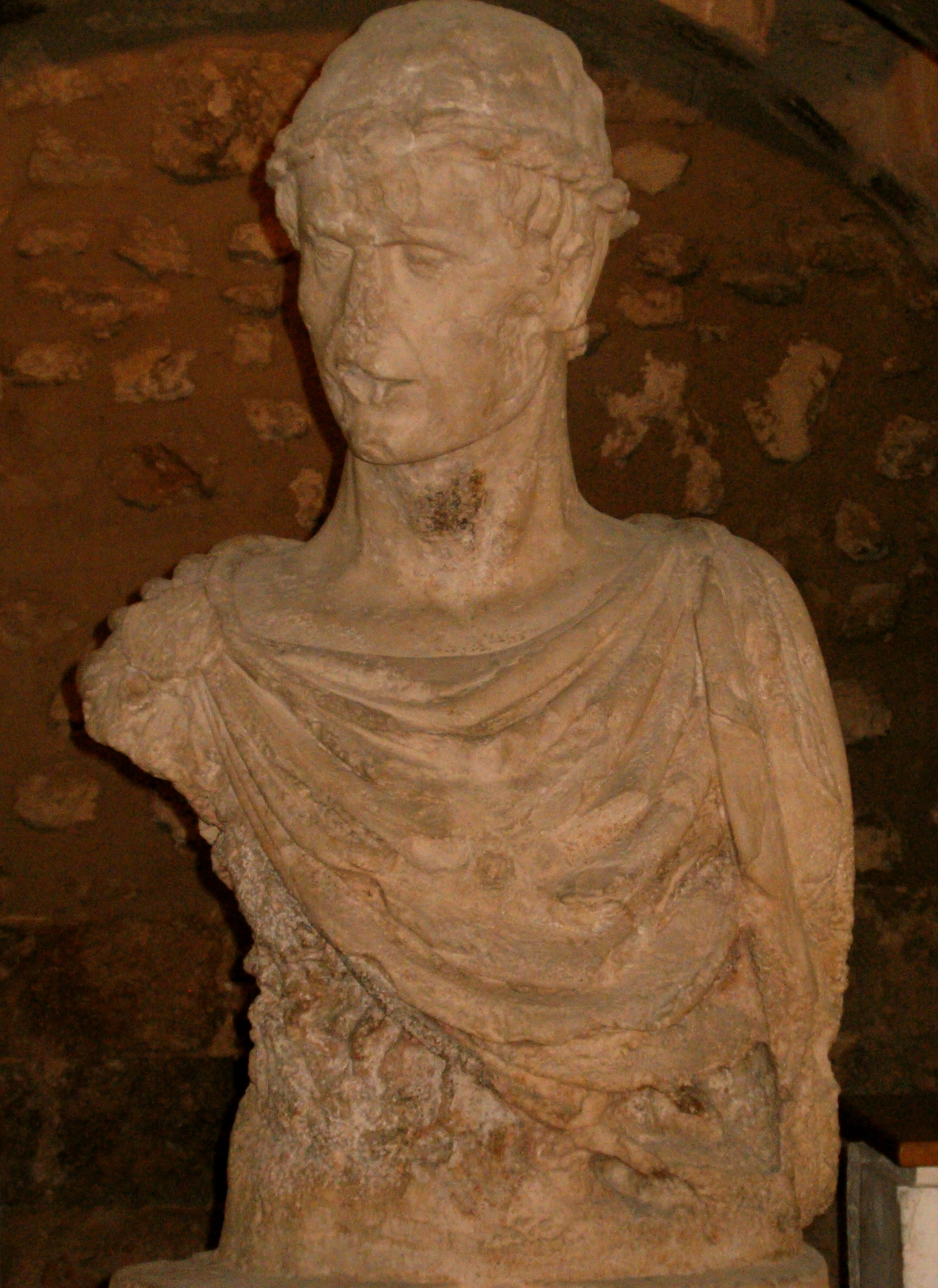
Buste de Frédéric II, conservé au château de Barletta

Les principaux musées de la ville sont :
- la pinacothèque De Nittis qui siège dans le Palazzo della Marra et qui comprend la collection permanente De Nittis ainsi que périodiquement des expositions temporaires ;
- le musée civique et la pinacothèque de Barletta dont le siège se situe au château de Barletta. Ses sales abritent les collections Immesi, Gabbiani et Ricci ;
- le musée de la cathédrale qui, outre les nombreux objets chrétiens de grande valeur, conserve les archives d’environ 2 000 parchemins et manuscrits, certains remontant au IXe siècle ;
- la maison-musée Cafiero qui a été la résidence de l’anarchiste Carlo Cafiero né à Barletta ;
- l’antiquarium de Cannes, présent sur le site archéologique de Cannes, qui témoigne des établissements humains sur le territoire au cours des époques préhistorique, classique, apulo-grecque et médiévale. Elle présente en outre une riche collection de vases dauno-peucètes des IVe – IIIe siècles av. J.-C. peints avec des motifs géométriques et provenant des sépultures de Cannes ;
- le trésor de la basilique du Saint-Sépulcre, conservé dans la basilique homonyme et comprenant divers éléments d’orfèvrerie sacrée dont certains proviennent de Palestine ;
- l’église Sainte-Marie-des-Anges conservant l’ancienne iconostase qui occupait un des murs de l’église.

### Médias

#### Presse écrite
Barletta accueille les sièges de la maison d’édition Rotas et des éditions Penna Blu ainsi que de quelques journaux quotidiens et périodiques parmi lesquels :
- La Gazzetta del Mezzogiorno, rédaction provinciale qui publie le supplément Gazzetta del Nordbarese ;
- Il Fieramosca.

#### Radio
Les principales émissions radiophoniques présentes dans la ville de Barletta sont :
- Antenna 1 ;
- Radio Centro Puglia ;
- Radio Gamma ;
- Radio Studio 5.

#### Télévision
Les principales chaînes de télévision régionales situées dans la commune sont :
- Teleregione (it) (Pouilles, Basilicate, Molise, Latium) ;
- Amica 9 TV (Pouilles) ;
- Teleradio Studio 5 (Pouilles) ;
- TV Ofanto (Pouilles) ;
- Telenorba (it) – Rédaction provinciale (Pouilles, Basilicate, Molise).

### Cuisine
La gastronomie barlettane compte de nombreux produits profondément liés aux anciennes traditions paysannes et marinières. Outre les cartellate (it), recette typique des Pouilles qui sont imprégnées de vincotto et de miel dans la tradition barlettane, d’autres préparations sont typiques de la ville. On y retrouve par exemple les calzoncelli farcis à la moutarde. Leur préparation habituellement réalisée en parallèle des cartellate vu que la même feuille de pâte est utilisée pour les deux recettes. Pour les calzoncelli toutefois, cette feuille est découpée en rectangles puis tartinée de moutarde. La pâte est ensuite repliée en deux de façon à bien garder la farce à l’intérieur. Après avoir été frits, les calzoncelli s’imprègnent de vincotto.
Les campagnes barlettanes sont riches en vignobles et oliveraies. La production vinicole barlettane peut se reposer sur de nombreuses caves présentes à Barletta et aux alentours. En découlent le Rosso Barletta (it) et le Rosso Barletta Invecchiato (it), deux vins DOC (dénomination d’origine contrôlée) obtenus à partir de Nero de Troia.

## Géographie anthropique

### Urbanisme
Le centre-ville ancien se situe à proximité de la mer et des anciennes murailles, s’articulant autour de la Via Duomo. Le long du parcours de cette dernière, qui va en direction de Canosa di Puglia à l’ouest et qui se termine à l’est sur le parvis de la cathédrale Sainte-Marie-Majeure, partent de nombreuses ruelles orthogonales. Le noyau urbain le plus ancien de la ville, d’origine médiévale, s’étend ensuite avec des quartiers plus récents via trois rues de première importance qui le relient aux villes limitrophes :
- le Corso Garibaldi, devenu axe de communication pour rejoindre Canosa di Puglia ;
- le Corso Vittorio Emanuele, voie en direction de Margherita di Savoia et du Gargano ;
- la Via Cavour, route vers Trani et Andria.

Les principaux axes de communications avec les villes voisines servent d’axes directionnels pour l’édification de quartiers du XVIIIe siècle selon le plan plus quadrillé qui est caractéristique de la ville de Trani et du Bari murattien.
La construction du chemin de fer constitue une ligne de division précise avec la partie de la ville datant du XIXe siècle qui ne présente pas une conformation morphologique bien restituable et qui s’étend actuellement jusqu’au sud de la zone destinée à la réalisation des "Plans pour des habitations à bon marché et populaires" (Piani di Edilizia Economica e Popolare), la dénommée zone 167. Le dernier Plan régulateur général (PRG) approuvé à Barletta remonte à 1971. Une variante du PRG fut réalisée pour s’adapter à la loi régionale no 56/1980, adoptée en 2000 et approuvée en 2003. Une plus récente contribution urbanistique fut réalisée par la publication en 2005 du Plan stratégique territorial de Barletta. En accord avec les lignes directrices de la région des Pouilles en la matière, le Plan urbanistique général est en cours de rédaction avec pour objectif de se substituer au désuet PRG,.

### Subdivisions historiques
Au XVIe siècle, Barletta était divisée en trois quartiers qui prenaient le nom des principales églises qui y étaient présentes, à savoir les quartiers de Santa Maria (Sainte-Marie) ou "Marsicano", du Santo Sepolcro (Saint-Sépulcre) ou des "Sette Rue" ("Sept-Rues"), et de San Giacomo (Saint-Jacques) ou "Borgo novo" ("Bourg-Neuf"),. À l’époque de la dynastie de Bourbon, entre 1815 et 1859, la ville était divisée en six quartiers, c’est-à-dire celui de Sant’Andrea (Saint-André), des Teatini (Théatins), de l’ancien couvent des Celestini (Célestins), du couvent de San Giovanni di Dio e dei Minori Conventuali (Saint-Jean de Dieu et des mineurs conventuels) et le Gran Quartiere del Carmine (Grand Quartier du Carmine), avec autant de portes d’accès : San Leonardo (Saint-Léonard) en provenance de Trani, Croce (Croix) dans les environs de la basilique du Saint-Sépulcre, Nuova (Neuve) au croisement avec l’actuelle Piazza Aldo Moro, Napoli (Naples) sur le Corso Vittorio Emanuele vers Margherita di Savoia, Reale (Royale) qui constituait avec la Porte Marine l’accès à la mer.

### Subdivisions administratives

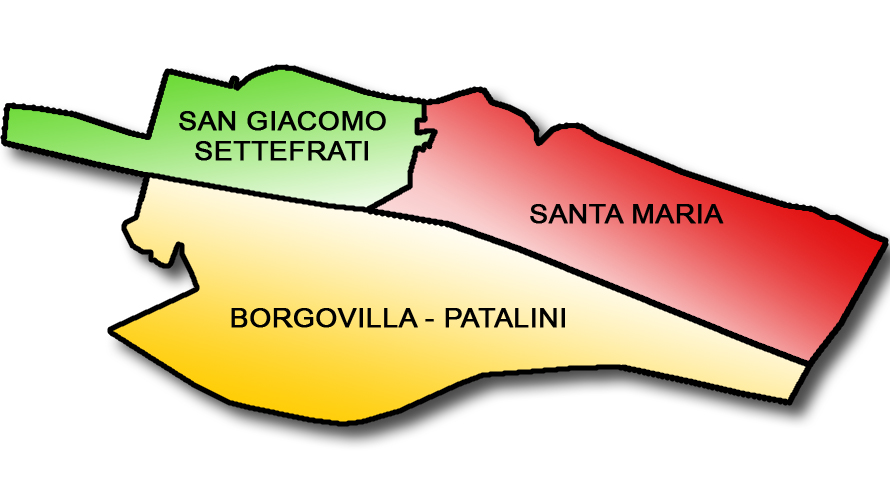
Les subdivisions administratives de Barletta

La commune se répartit actuellement en trois circonscriptions administratives qui correspondent aux trois quartiers de Santa Maria, qui comprend le centre historique, San-Giacomo-Settefrati, dans lequel est comprise la partie occidentale de la ville située entre le chemin de fer et la mer, et Borgovilla-Patalini, qui constituait précédemment deux quartiers distincts et qui comprend toute la partie méridionale de la ville au sud du chemin de fer en allant vers Andria et Canosa,. La ville a subi ces dernières années une notable expansion urbaine qui a amené à la création d’un nouveau quartier : la zone 167.

### Lieux-dits

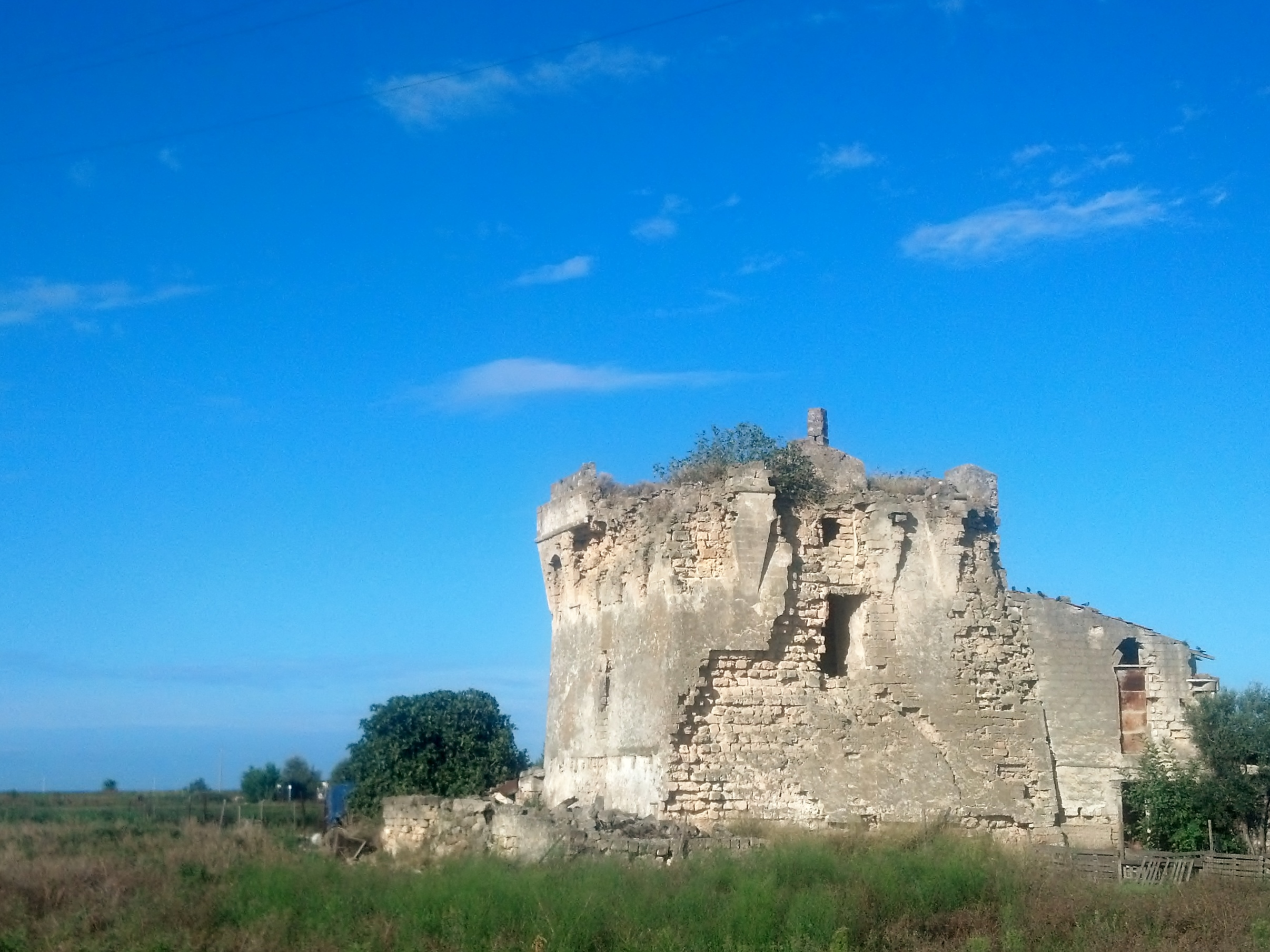
La Tour Ofanto, dans la localité de Fiumara

- Cannes (Canne) était une ancienne ville des Pouilles. Elle se situe à 7 km du centre urbain et elle se trouve à 54 mètres au-dessus du niveau de la mer, sur une hauteur dans les environs du fleuve Ofanto, à 9 km des côtes de la mer Adriatique. Célèbre pour sa fameuse bataille entre les Romains et les Carthaginois, aujourd’hui dans la localité appelée « Canne della Battaglia » (Cannes-de-la-Bataille), on retrouve des restes archéologiques de grand intérêt remontant à sa destruction[135]. Dans cette localité, on note aussi le sanctuaire de San Ruggero (Saint-Roger) et la gare de Canne della Battaglia qui dessert le site archéologique ;
- Fiumara (ou La Fiumara selon l’usage local), se trouve à 10 km au nord-ouest du centre urbain, sur la rive droite des bouches du fleuve Ofanto. Le complexe résidentiel construit dans les années soixante-dix comptait 29 habitants[136]. La localité accueille l’ancienne tour de surveillance côtière (Torre Ofanto) édifiée en 1568[137] ;
- Montaltino est un quartier situé sur une colline dans les campagnes barlettanes, à 5 km du centre urbain. Par le passé, il appartenait aux « six demeures de Barletta » (sei casali di Barletta)[138]. C’est aujourd’hui un modeste village dans lequel résident 65 habitants[139].

## Économie
L’économie barlettane est surtout liée à la production agricole et industrielle. Les cultures les plus communes sont celles dérivant des vignobles et des oliveraies, ce qui en fait un centre vinicole d’importance nationale, grâce aussi à la présence de la cave coopérative et de divers établissements œnologiques,. Les infrastructures manufacturières sont de ce fait bien développées avec la présence de nombreuses entreprises appartenant au secteur textile, de l’habillement et en particulier de la chaussure qui, au cours des quarante dernières années, ont abouti à la formation d’une zone de production étendue à l’échelle provinciale. Le secteur chimique revêt un rôle considérable grâce à la cimenterie de Buzzi Unicem qui opère au niveau national, et à la Timac Agro (appartenant au groupe Roullier) spécialisée dans la production de fertilisants agricoles.

### Agriculture

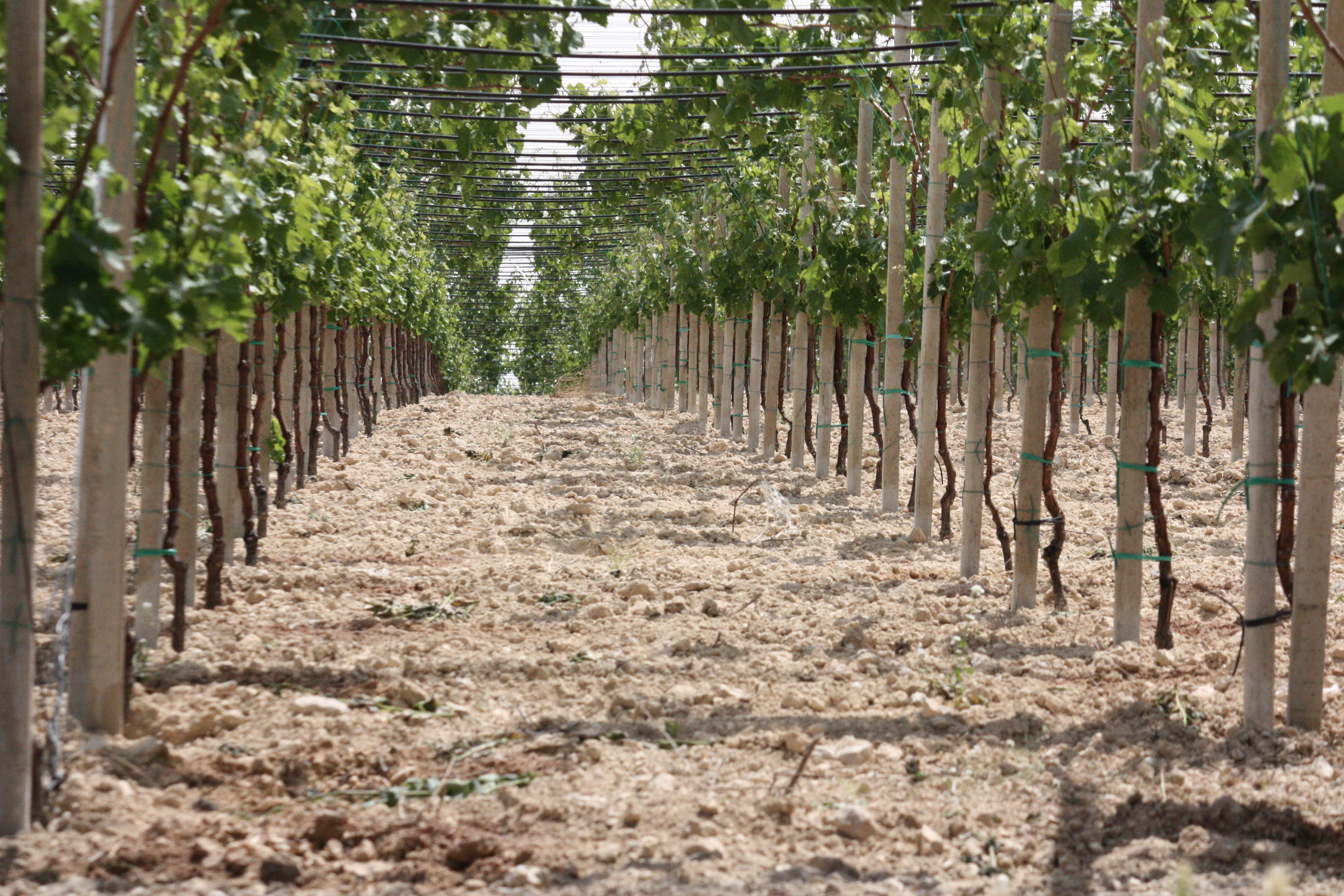
Vignoble de la campagne barlettane utilisant la technique des "tendoni"

Au sein de l’économie barlettane, l’agriculture a depuis toujours un rôle de premier plan, que ce soit pour ce qui concerne la production directe ou pour les activités auxquelles elle est liée. Ce secteur économique dépasse les frontières de la ville. Il est en effet fréquent de trouver de nombreux terrains appartenant à des agriculteurs barlettans dans les campagnes de Trinitapoli, de San Ferdinando et dans les communes de la Capitanata (Capitanate). L’agriculture barlettane est fondée sur le binôme constitué de grands propriétaires terriens et de la main d’œuvre d’ouvriers agricoles qui, à Barletta comme dans le reste des Pouilles, est constituée depuis la fin du XXe siècle par un nombre croissant de citoyens extracommunautaires.
Un des moments clés pour l’agriculture barlettane est celui de la détermination des salaires et du recrutement des ouvriers, ce qui a encore lieu aujourd’hui sur la Piazza Aldo Moro. L’usage local a d’ailleurs conservé l’ancienne dénomination de la place, précédente connue sous le nom de Piazza Roma.
Les cultures les plus diffusées sur le territoire barlettan sont la vigne, avec la pratique typiquement locale des « tendoni », d’où la production de vins d’origine contrôlée prisés, l’olive de laquelle est produite la typique huile extra vierge d’olive, et les arbres fruitiers.

### Industrie

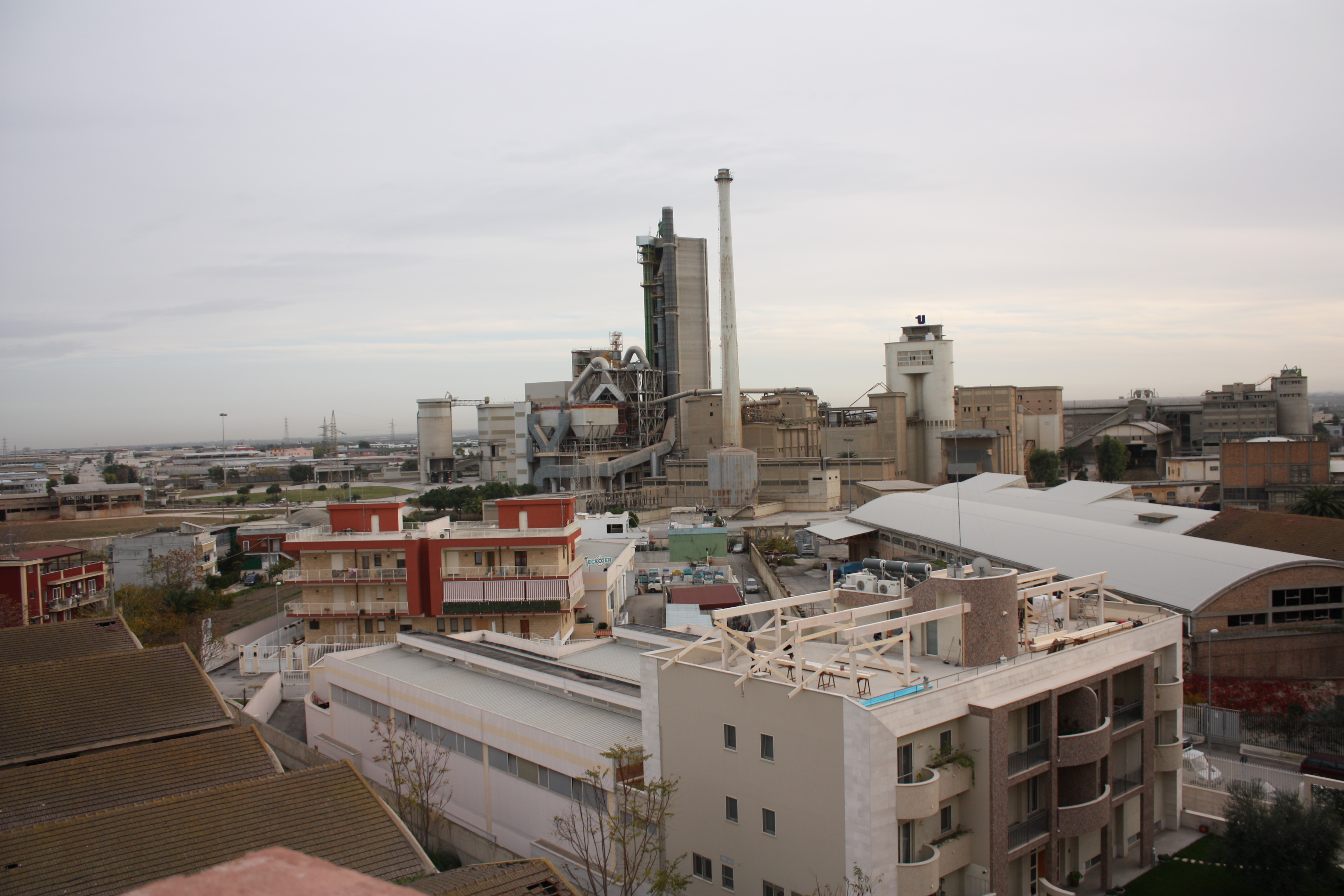
La Cimenterie de Barletta

À partir du XXe siècle, l’industrie a revêtu un important rôle contradictoire dans l’évolution de la ville. Si Barletta a accueilli de nombreuses entreprises actives dans des secteurs diversifiés au niveau national, certaines d’entre elles ont subi un véritable effondrement financier qui les a conduites à la faillite. On compte aujourd’hui 2 148 activités industrielles sur le territoire communal avec 9 747 salariés représentant 41,06 % du marché de l’emploi.
Parmi les plus importants établissements industriels du XXe siècle qui ont fini par faire faillite, on compte :
- Montecatini, entreprise chimique qui, à la suite d’une profonde crise en 1966, a fini par faire partie du groupe Montecatini Edison ;
- Distillerie Italiane, dont la zone territoriale est soumise à un projet de requalification avec la création d’un jardin botanique et d’une maison de retraite[148] ;
- Cartiera Mediterranea, désormais en faillite et dans un état avancé de dégradation[149].

Les plus grandes industries actives en ville concernent le secteur chimique et celui des matériaux de construction, constituant un important pôle socio-professionnel et productif :
- La Cimenterie de Barletta, appartenant au groupe Buzzi Unicem, fondée le 17 février 1912[150] ;
- La Timac Agro Italia, opérant dans le secteur des engrais et des fertilisants.

Ces dernières années, ces deux industries sont au cœur d’une polémique à l’égard d’émissions polluantes dans l’atmosphère,.
Après la crise du secteur textile qui a marqué de façon croissante l’économie locale depuis les années quatre-vingt, le secteur de l’habillement est en train de vivre un moment de forte croissance depuis le début du XXIe siècle en travaillant pour des marques célèbres dans toute l’Italie.

### Services
Les services sont garantis par 2 006 activités qui représentent 3 939 employés équivalant à 16,59 % du marché de l'emploi, sans compter 1 348 autres activités de service avec 5 111 employés représentant 21,53 % du marché de l'emploi et 167 activités administratives avec 4 943 employés constituant 20,82 % du marché de l'emploi local.

### Tourisme
En 2005, Barletta a obtenu le titre de « ville d’art ». Depuis le début du XXIe siècle, le tourisme culture représente un secteur en forte expansion sur le territoire,, grâce à l’ouverture d’une exposition permanente de la collection De Mittis conservée dans la pinacothèque homonyme.

## Infrastructures et transports

### Réseau routier

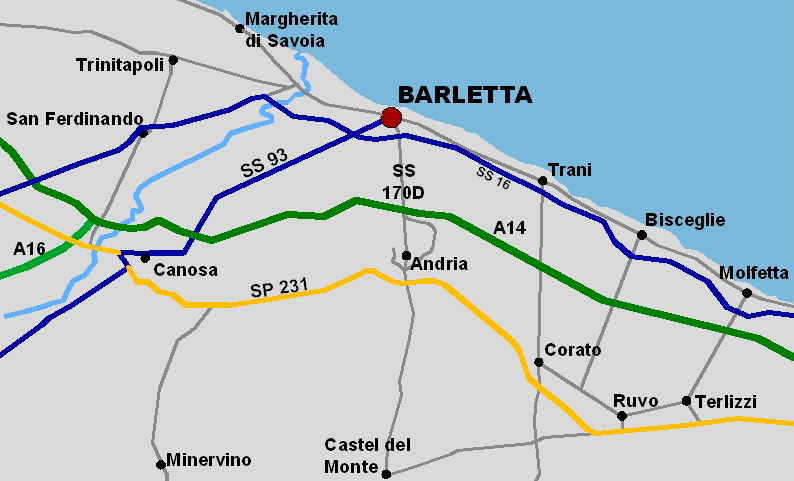
Réseau routier dans les environs de Barletta

Barletta se situe au croisement entre les routes du littoral adriatique et celles qui conduisent vers l’intérieur des terres. Elle se trouve aussi à proximité d’un des nœuds autoroutiers les plus importants du Sud de l’Italie : l’intersection entre l’autoroute A14 Bologne-Tarente et l'autoroute A16 Naples-Canosa. Au sud de la ville, on trouve la nationale 16 longeant l’Adriatique qui, sur le territoire de Barletta, fait office de périphérique pour la ville en la reliant à Bari et Foggia. On note aussi le commencement à Barletta de la nationale 93 "Appulo Lucana" (it) qui rejoint Potenza en longeant presque parallèlement le fleuve Ofanto.

### Réseau ferroviaire

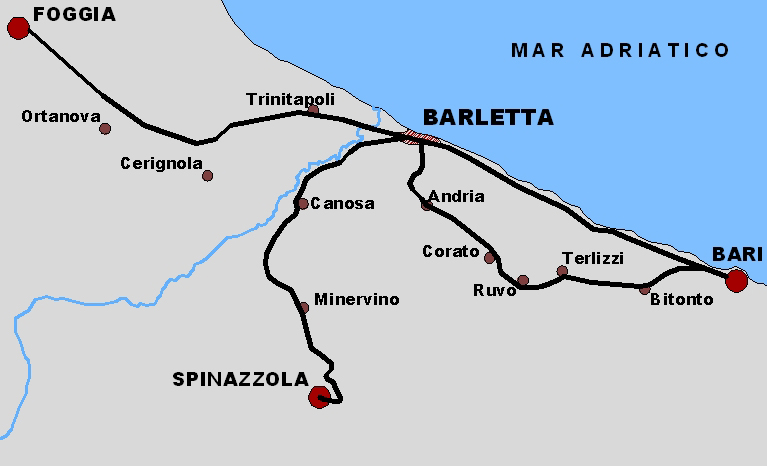
Lignes ferroviaires passant par le nœud de Barletta, avec en évidence les principales gares

La gare de Barletta (it) est un nœud ferroviaire des Pouilles posté sur la ligne adriatique et dans laquelle se rejoignent la ligne Bari-Barletta, gérée par Ferrotramviaria (it) en calquant l’ancien parcours du train à vapeur, et la ligne Bari-Spinazzola (it). La ville est également desservie par la gare de Barletta Scalo (it) appartenant elle aussi à la ligne de Ferrotramviaria.
La gare de Canne della Battaglia est un arrêt desservant le site archéologique de Cannes, aussi situé sur la ligne Barletta-Spinazzola.
Auparavant, la gare centrale était reliée à la gare de Barletta Marittima au moyen d’une jonction supprimée en 1982.

### Infrastructures portuaires

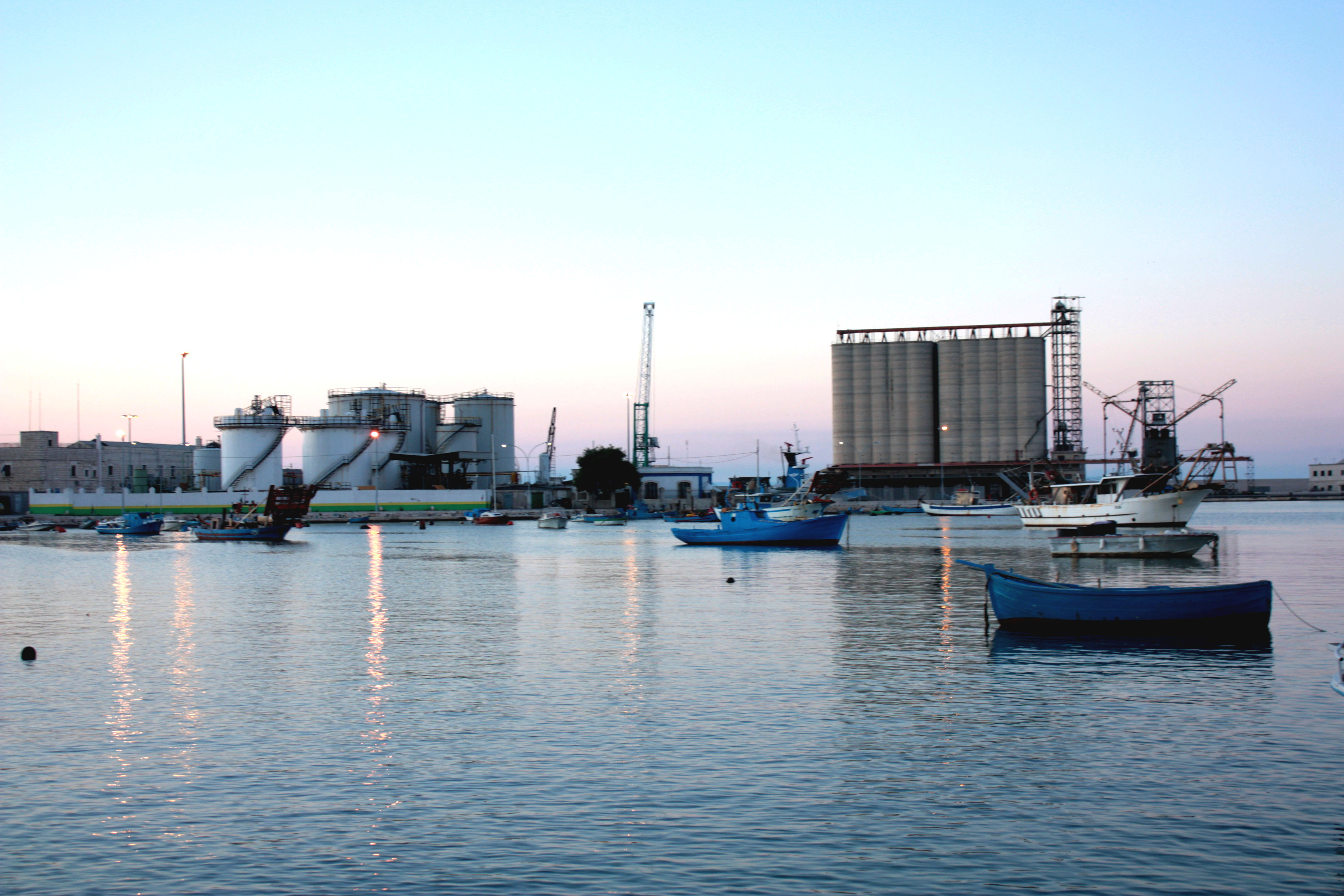
Le port de Barletta avec la "darse des pêcheurs"

Le port de Barletta abrite un trafic industriel et au service de passagers,. Il possède un bassin artificiel délimité par deux quais asymétriques, une au levant non opératif qui abrite le trabucco et la darse des pêcheurs, et l’autre articulé en quatre bras ultérieurs sur lesquels s’effectuent toutes les activités portuaires.
Les actualités commerciales sont étroitement liées à l’industrie du sel de la commune limitrophe de Margherita di Savoia. Au cours de la seconde moitié du XXe siècle, elles ont amené à la réalisation d’une installation de transport terre-mer par câble qui a réduit les temps d’expédition en évitant le transport sur caoutchouc. Le téléphérique de Barletta (it) a été inauguré en 1955 sur une distance d’environ 13 km mais les coûts excessifs de manutention ont été tels qu’en 1981, il a été désaffecté puis démoli dans les années 2000.

### Mobilité urbaine
La ville est dotée d’un réseau urbain de transport public gérée par la société "Autolinee Scoppio",. Les liaisons interurbaines sont garanties par l’entreprise locale de transports provinciaux STP. On trouve également en ville le terminus d’une des lignes des Ferrovie del Gargano. Le transport public local se compose aussi d’un service de taxis.

## Administration et jumelages
Barletta accueille sur son territoire un consulat de Malte en Italie. La ville est jumelée avec la localité monténégrine de Herceg Novi (Castelnuovo di Cattaro en italien), située de l’autre côté de l’Adriatique, depuis 1969,,,.

### Liste des maires
| Période                                  | Période         | Identité           | Étiquette                    | Qualité |
| ---------------------------------------- | --------------- | ------------------ | ---------------------------- | ------- |
| 27 juin 1994                             | 6 février 1996  | Raffaele Fiore     | PPI                          |         |
| 6 février 1996                           | 24 juin 1996    | Carlo Fanara       | Commissaire extraordinaire   |         |
| 24 juin 1996                             | 10 juin 1997    | Ruggiero Dimiccoli | Indépendant de centre-gauche |         |
| 10 juin 1997                             | 4 décembre 1997 | Giuditta Montanari | Commissaire extraordinaire   |         |
| 4 décembre 1997                          | 31 mai 2005     | Francesco Salerno  | Démocrates de gauche         |         |
| 31 mai 2005                              | 30 mai 2006     | Antonio Nunziante  | Commissaire extraordinaire   |         |
| 30 mai 2006                              | 30 octobre 2012 | Nicola Maffei      | La Marguerite                |         |
| 30 octobre 2012                          | 12 juin 2013    | Anna Maria Manzone | Commissaire extraordinaire   |         |
| 12 juin 2013                             | 4 mai 2018      | Pasquale Cascella  | PD                           |         |
| 4 mai 2018                               | 15 juin 2018    | Gaetano Tufariello | Commissaire extraordinaire   |         |
| 15 juin 2018                             | En cours        | Cosimo Cannito     | Indépendant de centre-gauche |         |
| Les données manquantes sont à compléter. |                 |                    |                              |         |

## Sport

### Athlétisme

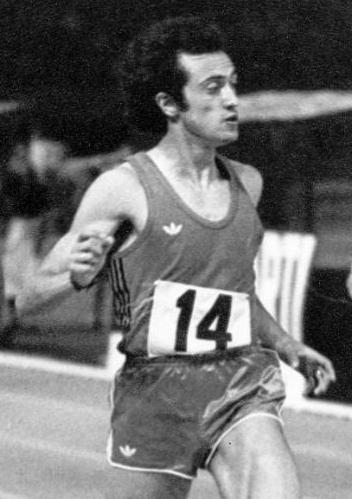
Pietro Mennea

Barletta accueille les sièges de la société athlétique "A.S.D. Athletic Team Barletta e Atletica Sprint Barletta" qui a organisé treize éditions du meeting international "Concours athlétique du Défi de Barletta" (Certame Atletico Disfida di Barletta),.
Au cours de l’histoire de l’athlétisme barlettan, on relève le nom de Pietro Mennea, détenteur du record mondial de 200 mètres de 1979 à 1996 avec un temps de 19"72. Barletta est aussi la ville de Domenico Ricatti (it), Angela Gargano (it) et Veronica Inglese.

### Football
La principale équipe de football de la commune est le « Barletta », fondée en 1922 et qui a changé plusieurs fois de dénominations au fil du temps. Elle dispute temporairement les rencontres à domicile au Centre sportif Manzi-Chiapulin en attendant la rénovation du Stade Cosimo Puttilli. À partir de la saison 2019-2020, l’Audace Barletta, société historique du territoire barlettan, participera au championnat de l’Eccellenza Puglia (après avoir obtenu deux sauts de catégories en trois ans).

### Basket-ball
Le basket-ball était représenté à Barletta dans les années quatre-vingt par la "Barletta Basket" en série A femmes et en série B2 hommes. Après une longue période d’inactivité, l’A.S.D. Barletta Basket a repris vie et elle participe au championnat de série D. La "Nuova Pallacanestro Sidis Barletta", fondée dans les années quatre-vingt-dix, a rejoint le championnat de série C1 mais a depuis cessé son activité sportive en 2007. En 2015, on compte aussi la présence de la "A.S.D. Cestistica Barletta".

### Tennis
De 1997 à 2013 puis en 2016, la ville a accueilli le tournoi professionnel "Open Città della Disfida" (Open de la ville du Défi), premier ATP Challenger en Europe sur terre rouge. Le club de tennis de Barletta a été fondé en 1965 et a organisé de nombreuses compétitions à partir de 1969 parmi lesquels une rencontre de la Coupe Davis entre l’Italie et l’Autriche. En 1995, l’établissement a été renommé au nom de son fondateur Hugo Simmen.

### Autres sports
Le rugby est représenté à Barletta par la société "Draghi BAT Rugby" qui joue ses matchs au Stade Lello Simone.
On trouve aussi sur le territoire communal la société de football américain "Madbulls Barletta" qui dispute ses rencontres au Stade Manzi Chapulin.
L’archère Pia Carmen Lionetti est aussi liée à la ville de Barletta.
Enfin, le handball barlettan est représenté par :
- l’A.S.D. Redfox Volley, inscrit au championnat de série D hommes durant la saison sportive 2019-2020 ;
- l’A.S.D. Nelly Volley et l’A.S.D. Volley Barletta, toutes les deux inscrites au championnat de série D femmes durant la saison sportive 2019-2020 ;
- l’A.S.D. Axia Volley, inscrit au championnat de première division femmes durant la saison sportive 2019-2020.

### Implantations sportives
Le Stade Cosimo Puttilli (it) est la principale installation sportive de la ville. Il est principalement utilisé pour les matchs de football à domicile du Barletta Calcio. L’installation est dotée d’un revêtement de jeu en herbe naturelle et d’une piste d’athlétisme à plusieurs voies. À la suite de la fermeture de quelques tribunes, sa capacité maximale a été réduite à environ 4.000 places. Il est en cours de rénovation depuis 2015.
Les autres implantations situés dans la commune sont : le palais des sports "Marchisella", le "PalaDisfida Mario Borgia", le Stade vélodrome "Lello Simeone" et les implantations de tennis Hugo Simmen avec six courts de tennis dont cinq en terre rouge, un terrain de football et une piscine.

## Personnalités liées à Barletta
- Geremia Discanno (1839-1907), peintre né à Barletta
- Vittoria Titomanlio (1899-1988), femme politique y est née[181]

## Source
- (it) Cet article est partiellement ou en totalité issu de l’article de Wikipédia en italien intitulé « Barletta » (voir la liste des auteurs).